# Kirchenbezirk Weinsberg
Der Evangelische Kirchenbezirk Weinsberg war bis Ende 2019 einer von 46 Kirchenbezirken bzw. Kirchenkreisen der Evangelischen Landeskirche in Württemberg. Sein Gebiet war deckungsgleich mit dem Dekanat Weinsberg. Zum 1. Januar 2020 fusionierte er mit dem Kirchenbezirk Neuenstadt am Kocher zum Kirchenbezirk Weinsberg-Neuenstadt.

## Geografie
Der Kirchenbezirk Weinsberg lag im Norden der württembergischen Landeskirche. Sein Gebiet umfasste das so genannte „Weinsberger Tal“, das von der Sulm durchflossen wird, also den Osten des Landkreises Heilbronn mit den politischen Städten und Gemeinden Eberstadt, Ellhofen, Lehrensteinsfeld, Löwenstein, Obersulm, Untergruppenbach (nur Ortsteil Unterheinriet), Weinsberg und Wüstenrot sowie die Gemeinde Bretzfeld im Westen des Hohenlohekreises.

### Nachbarkirchenbezirke
Der Kirchenbezirk Weinsberg grenzte an folgende Kirchenbezirke (im Uhrzeigersinn beginnend im Westen): Heilbronn, Neuenstadt am Kocher, Öhringen, Schwäbisch Hall und Backnang (alle Prälatur Heilbronn) sowie Marbach (Prälatur Stuttgart).

## Geschichte
Das Dekanat (damalige Bezeichnung Spezialsuperintendentur) wurde schon kurz nach der Reformation in Württemberg errichtet. Es veränderte seine Grenzen mehrmals bzw. war zwischen 1586 und 1714 nicht existent. Damals gehörte das Gebiet um Weinsberg zum Dekanat Möckmühl, ab 1612 zu Neuenstadt. 1714 wurde in Weinsberg dann aber wieder ein eigenes Dekanat gegründet. Zu Beginn des 19. Jahrhunderts war sein Gebiet identisch mit dem alten württembergischen Oberamt Weinsberg. Auch als dieses aufgelöst wurde, blieb der Kirchenbezirk bestehen. Ab 1823 gehörte das Dekanat Weinsberg zum Generalat Heilbronn, aus dem die heutige Prälatur Heilbronn hervorging.
Infolge der Auflösung einiger Kreise bzw. Oberämter in Württemberg 1939 wurden auch die kirchlichen Verwaltungsbezirke teilweise neu gegliedert. So wurde mit Wirkung vom 1. April 1939 die Kirchengemeinde Mainhardt in den Kirchenbezirk Schwäbisch Hall umgegliedert.

## Leitung des Kirchenbezirks
Die Leitung des Kirchenbezirks oblag der Bezirkssynode, dem Kirchenbezirksausschuss (KBA) und dem Dekan. Der Dekan war zugleich einer der Pfarrer an der Johanneskirche in Weinsberg.

### Dekane des Kirchenbezirks Weinsberg
noch nicht komplett
- ? Johann Dieterich (?)
- 155?–1572 Wilhelm Binß (?)
- 1573–1586 David Bab (?)
- 1586–1710 gab es keinen Kirchenbezirk Weinsberg
- 1710–1714 Johann David Hermann (1667–1714)
- 1714–1727 Joseph Malblanc (1654–1727)
- 1727–1742 Friedrich Wilhelm Schmid (?–1742)
- 1742–1752 Philipp Gottfried Faber (?)
- 1752–1759 Friedrich Christoph Oetinger (1702–1782)
- 1759–1761 Friedrich Christoph Steinhofer (1706–1761)
- 1761–1770 Sixt Jacob Kapff (1714–1770)
- 1770–1795 Johann Albrecht Klüpffel (1727–1795)
- 1795–1799 Philipp Christoph Gratianus (1742–1799)
- 1799–1812 Franz Christian Neuffer (1755–1835)
- 1812–1836 Friedrich August von Heyd (1749–1840)
- 1836–1857 Ferdinand Ludwig Immanuel Dillenius (1791–1871)
- 1857–1864 Carl Gottlieb Fr. Hegelmaier (1804–?)
- 1864–1872 Hermann Bauer
- 1872–1881 Otto Schmoller (1826–1894)
- 1881–1896 Johann Wilhelm Philipp Ammon (1829–1897)
- 1897–1913 D. Johann August Friedrich Baur
- 1914–1920 Johann Georg Horn (1858–1936)
- 1921–1926 Theophil Laissle
- 1927–1939 Hermann Konrad Zeller (1883–1953)
- 1939–1952 Erich Weismann (1885–1970)
- 1953–1959 Otto Mörike (1897–1978)
- 1959–1968 Christoph Duncker (1914–1998)
- 1968–1983 Paul Veith (1918–2007)
- 1984–1997 Christoph Planck (* 1932)
- 1998–2008 Otto K. Friedrich (* 1952)
- 2008–2018 Georg Ottmar (* 1957)
- 2019–2020 Matthias Bauschert

## Kirchengemeinden
Im Kirchenbezirk Weinsberg gab es insgesamt 23 Kirchengemeinden. Davon hatten sich vier Kirchengemeinden zu insgesamt zwei Gesamtkirchengemeinden zusammengeschlossen, blieben aber weiterhin selbständige Körperschaften des öffentlichen Rechts.
Das Gebiet des Kirchenbezirks Weinsberg gehörte überwiegend zu Württemberg, durch welche ab 1534 die Reformation eingeführt wurde. Daher ist das Gebiet überwiegend evangelisch geprägt. Es gibt daher fast in jedem Dorf eine evangelische Kirchengemeinde und eine meist alte Kirche. In allen Orten zogen Katholiken überwiegend erst nach dem Zweiten Weltkrieg zu und errichteten dort zum Teil eigene Kirchengemeinden und Kirchen.

### Verbundkirchengemeinde Obersulm See
Die Verbundkirchengemeinde Obersulm See wurde zum 1. Dezember 2019 von den Kirchengemeinden Affaltrach, Eschenau und Weiler-Eichelberg gebildet.

#### Kirchengemeinde Affaltrach

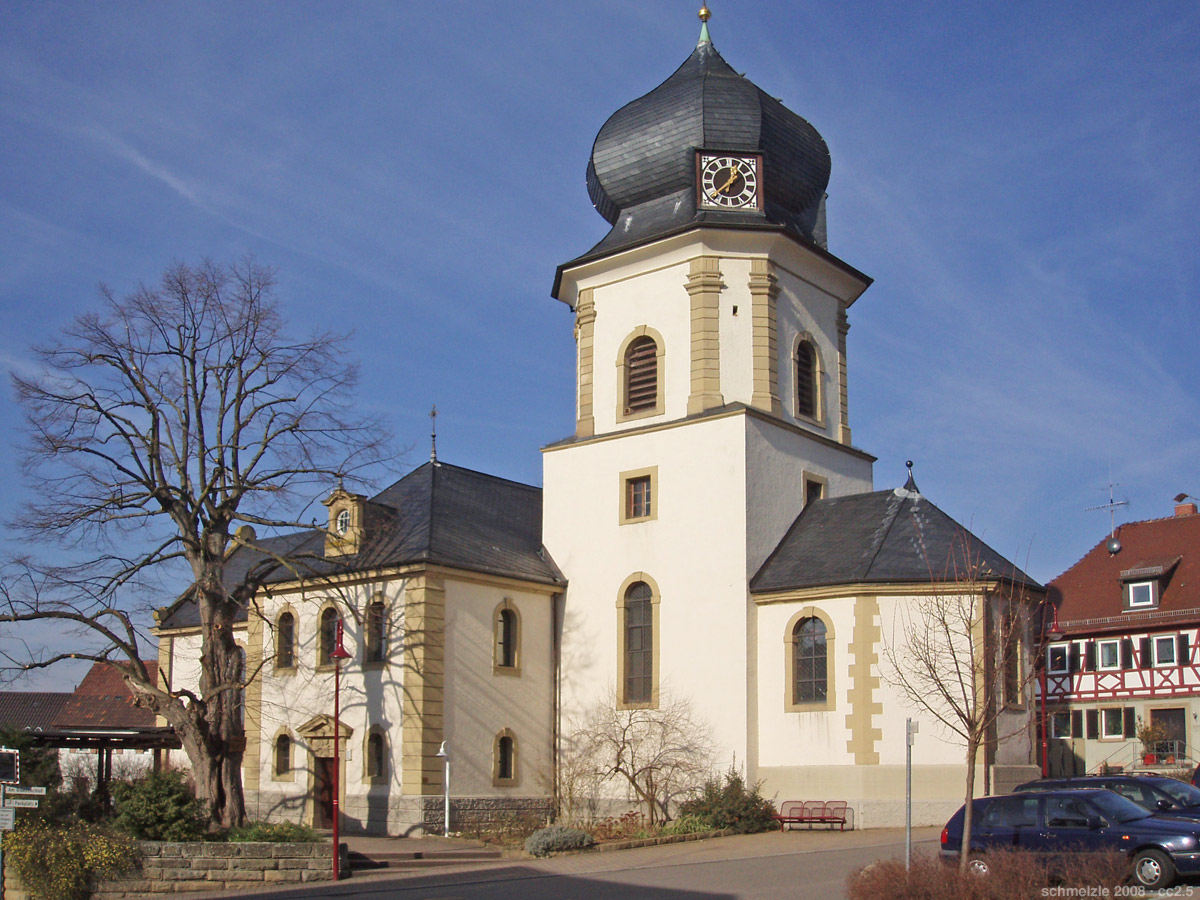
Evang. Johanneskirche Obersulm-Affaltrach

Die Kirchengemeinde Affaltrach umfasst den Ortsteil Affaltrach der Gemeinde Obersulm. Mittelpunkt der Kirchengemeinde ist die Johanneskirche Affaltrach, die wohl aus dem 15. Jahrhundert stammt. Aufgrund der Besitzgeschichte des Ortes mit Besitzanteilen katholischer (Johanniterorden beziehungsweise Malteserorden) und protestantischer Herrschaften gibt es in Affaltrach seit Jahrhunderten eine katholische und eine evangelische Kirchengemeinde. Um 1755 wurde ein neuer Chor erbaut und der Turm verlängert. Ihre heutige Gestalt erhielt die Kirche durch eine neobarocke Umgestaltung 1903. Von 1706 bis zum Bau der katholischen Kirche 1898/99 diente das Kirchengebäude als Simultankirche. Ein gleichberechtigtes und rücksichtsvolles Verhältnis zwischen den Konfessionen entwickelte sich erst, als 1806 die geistlichen Landesherren, also auch die Orden, ihre herrschaftlichen Rechte verloren. Affaltrach kam dabei als Ganzes zu Württemberg. Seit 1889 plante die katholische Gemeinde, eine eigene Kirche zu errichten. Nach der Fertigstellung der katholischen Kirche St. Johann Baptist im Jahr 1899 wurde die evangelische Kirchengemeinde Alleineigentümerin der alten Pfarrkirche, die sie daraufhin mit Architekt Theophil Frey bis 1902 um ein Querhaus erweiterte und renovierte. 1991/92 wurde die Kirche außen und 1996/97 innen renoviert. Das Chorfenster mit dem Motiv Jesus segnet die Kinder entwarf der Stuttgarter Künstler Theodor Bauerle, ausgeführt und eingebaut wurde es 1902 von der Stuttgarter Glasmalwerkstatt Waldhausen & Ellenbeck. 1997 wurde das Gemälde Christus als Weltenherrscher von 1812 des aus Heilbronn stammenden Wiener Künstlers Heinrich Friedrich Füger gestiftet.
Von alters her gehörten auch die evangelischen Bewohner aus dem Ortsteil Eichelberg zur Kirchengemeinde Affaltrach. Durch Bekanntmachung des Oberkirchenrats vom 28. August 1984 wurden diese jedoch der Kirchengemeinde Weiler zugeordnet. Beide Kirchengemeinden (Affaltrach und Weiler) bildeten bis 1989 die Gesamtkirchengemeinde Affaltrach. Durch Bekanntmachung des Oberkirchenrats vom 20. März 1989 wurde die Gesamtkirchengemeinde Affaltrach jedoch aufgehoben.

#### Kirchengemeinde Eschenau

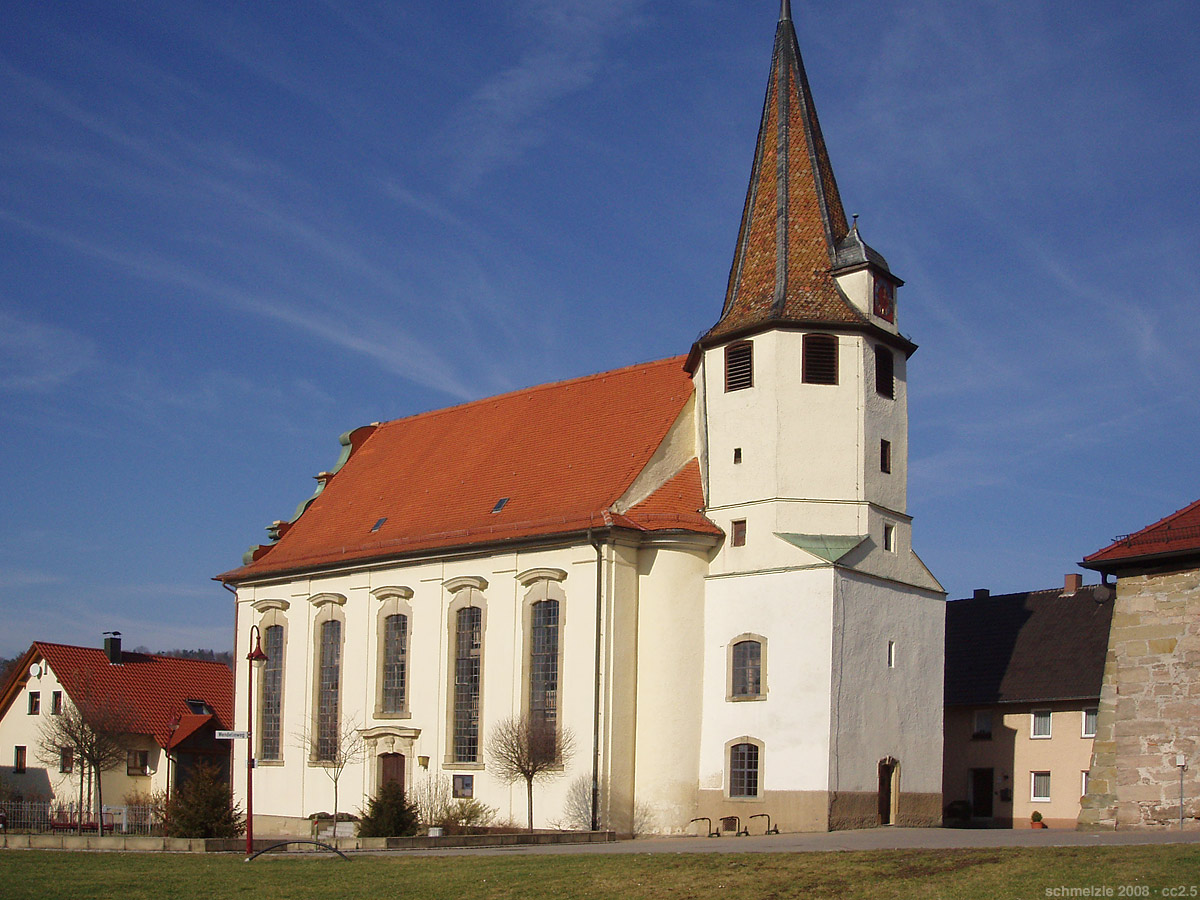
Wendelinskirche

Die Kirchengemeinde Eschenau umfasst den gleichnamigen Ortsteil der Gemeinde Obersulm. Bis 1573 war Eschenau eine Filiale von Affaltrach. Die Wendelinskirche hat einen mittelalterlichen Sockel des oktogonalen Turmaufbaus, das barocke Kirchenschiff erhielt seine heutige Gestalt im 18. Jahrhundert durch den Baumeister Johann Michael Krauß aus Windsheim, vermutlich nach Plänen von Philippe de la Guêpière, ist jedoch seit der Renovierung durch Architekt Hannes Mayer 1959 wieder schlichter ausgestaltet. 1790 hat die Ortsherrschaft der Freiherren von Killinger unter dem Sockelgeschoss des Turms eine Gruft einrichten lassen, die jedoch nur für wenige Jahrzehnte in der zweiten Hälfte des 18. Jahrhunderts für Beisetzungen genutzt und dann geschlossen, in jüngerer Zeit aber wieder zugänglich gemacht wurde. 2006/08 erhielt der Westgiebel der Kirche eine Sanierung. Aus dem späten 15. Jahrhundert stammen drei farbig gefasste Standfiguren aus Lindenholz. Rechts an der Chorbogenwand befinden sich die Grabplatten des Ehepaars von Gemmingen-Fürfeld († 1597 und 1601). Das hölzerne Taufbecken von 1706 sowie ein stilistisch übereinstimmender großer Kerzenständer erinnern mit ihrer Farbigkeit und Ornamentik noch an die frühere barocke Ausstattung der Kirche. Die Orgel wurde 1879 von Karl Schäfer erbaut.

#### Kirchengemeinde Weiler-Eichelberg

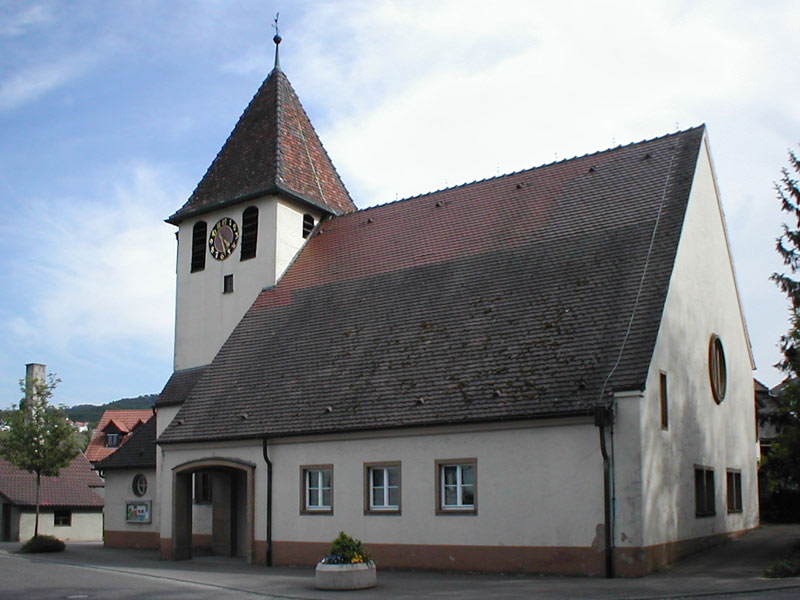
Die Kirche von Weiler

Die Kirchengemeinde Weiler-Eichelberg umfasst die Ortsteile Weiler und Eichelberg der Gemeinde Obersulm. Der bis 1480 kirchlich zu Sülzbach gehörige Ort Weiler besitzt eine alte Kirche „Unserer lieben Frau zu Weiler“. Sie ist eine Chorturmanlage von 1399 und wurde 1758 erweitert. Wegen feuchten Untergrunds und Mauerwerks musste das Schiff 1931 neu errichtet werden. Der Architekt war vermutlich Emil Weippert aus Stuttgart. Auch wurde im Osten eine Sakristei angebaut und ein kleines Turmchor-Fenster in Glasmalerei mit christlichen Symbolen versehen: Alpha und Omega, die Christus-Initialen Chi und Rho sowie das Auge Gottes. Die Kirche enthält zwei Glocken aus dem 15. Jahrhundert und Grabdenkmäler der Herren von Weiler. In der Friedhofskapelle, einer ehemaligen Wallfahrtskapelle, befindet sich die Gruft der Herren von Weiler.
Durch Bekanntmachung des Oberkirchenrats vom 28. August 1984 wurden die evangelischen Bewohner des Ortsteils Eichelberg von der Kirchengemeinde Affaltrach, zu der sie seit alters her gehörten, der Kirchengemeinde Weiler zugeordnet. Beide Kirchengemeinden (Affaltrach und Weiler) bildeten bis 1989 die Gesamtkirchengemeinde Affaltrach. Durch Bekanntmachung des Oberkirchenrats vom 20. März 1989 wurde die Gesamtkirchengemeinde Affaltrach jedoch aufgehoben.

### Kirchengemeinde Bitzfeld

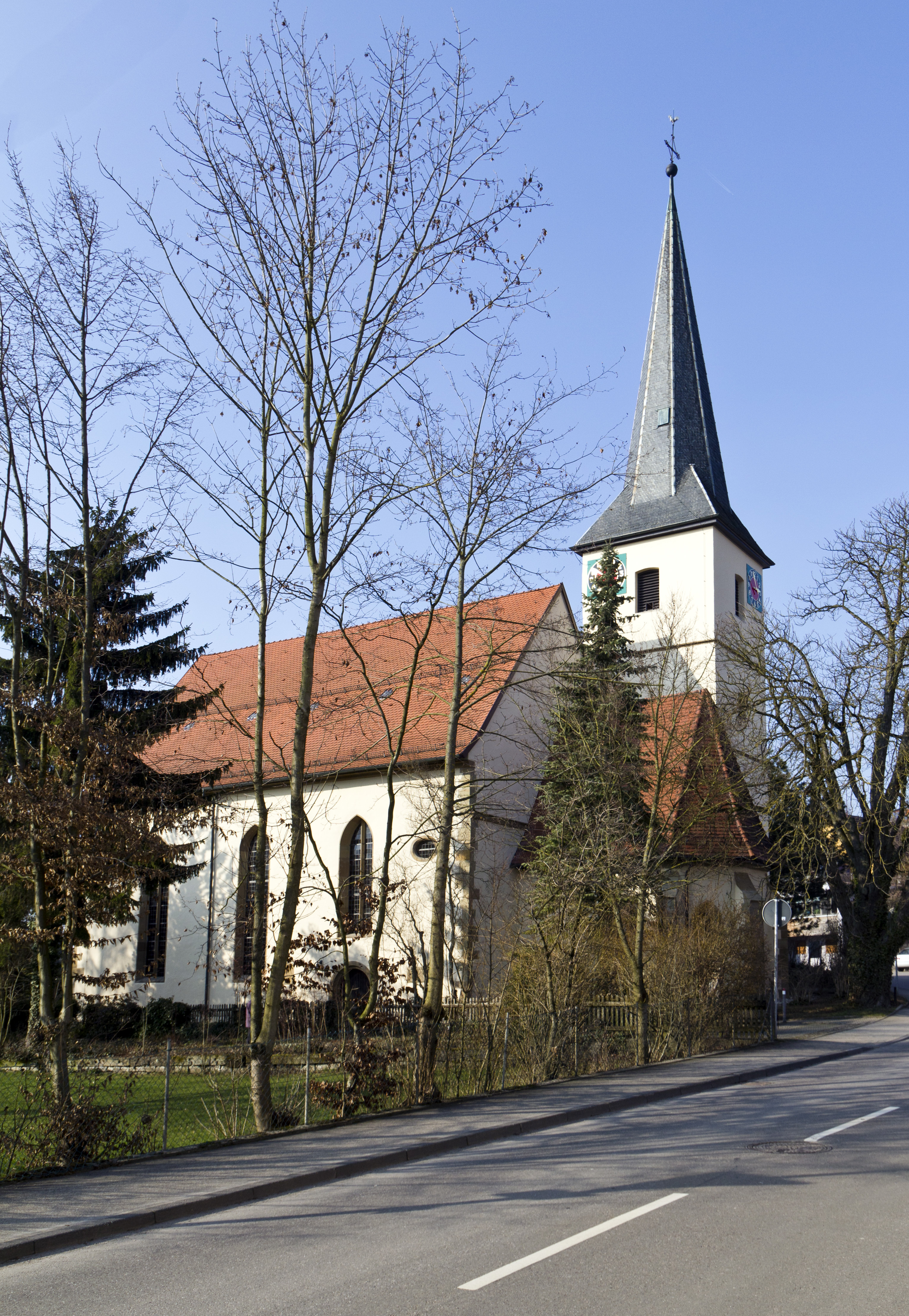
Kirche St. Laurentius

Die Kirchengemeinde Bitzfeld umfasst den gleichnamigen Ortsteil der Gemeinde Bretzfeld sowie den Stadtteil Verrenberg der Stadt Öhringen. Die evangelische Pfarrkirche St. Laurentius wurde bereits bei der Ersterwähnung des Ortes 1255 genannt. Das spätromanische Sockelgeschoss des Turms stammt noch aus dem Mittelalter und enthält heute die Sakristei, während der nach Osten ausgerichtete gotische Chorraum mit Kreuzrippengewölbe im 15. Jahrhundert und das im Renaissance-Stil erweiterte Kirchenschiff als Querkirche mit der Kanzel an der südlichen Längsseite und entsprechender Ausrichtung des Gestühls sowie der Turmaufbau 1624 durch Friedrich Vischlin, den herzoglichen Kirchenbaumeister aus Stuttgart, erbaut wurden. Der Taufstein stammt von 1727. Landbaumeister Johann Adam Groß der Ältere erhöhte 1747 das Schiff, damit Umlaufemporen, teils doppelstöckig, eingebaut werden konnten. Die Empore mit dem „Amts- oder Herrenstuhl“ wurde von der Südseite her mit einer inzwischen entfernten Außentreppe erschlossen. Über dem Chorbogen wurde die Orgelempore erbaut. Im Stil des ländlichen Barock malte Johannes Stiegler aus Prag 1750 den Kirchenraum aus: die Kanzel, die Emporenbrüstungen mit Themenbildern des Alten und Neuen Testaments, die Hohlkehlen und die Deckenmalerei im Stil des französischen Bandwerks. Diese Ausgestaltung wurde 1860 übertüncht und 1956 bei der Totalrenovierung und Restaurierung unter Architekt Heinz Klatte wieder frei gelegt. Die Spätrenaissance-Kanzel von 1624 wurde bei der Renovierung 1956 von der Südwand-Mitte an die heutige Stelle (direkt südlich an die Ostempore) versetzt, Kanzelfuß und Aufgang dabei entfernt. Architekt Hans-Joachim Wiegand führte 1992 die letzte Renovierung durch. - Bis 1993 bildete die Kirchengemeinde Bitzfeld mit der Kirchengemeinde Bretzfeld die Gesamtkirchengemeinde Bitzfeld. Mit Wirkung vom 1. Juli 1993 wurde die Kirchengemeinde Bretzfeld aus der Gesamtkirchengemeinde Bitzfeld gelöst und bildet seither mit der Kirchengemeinde Rappach die Gesamtkirchengemeinde Bretzfeld-Rappach. Die Gesamtkirchengemeinde Bitzfeld wurde zum gleichen Zeitpunkt aufgelöst.

### Gesamtkirchengemeinde Bretzfeld-Rappach

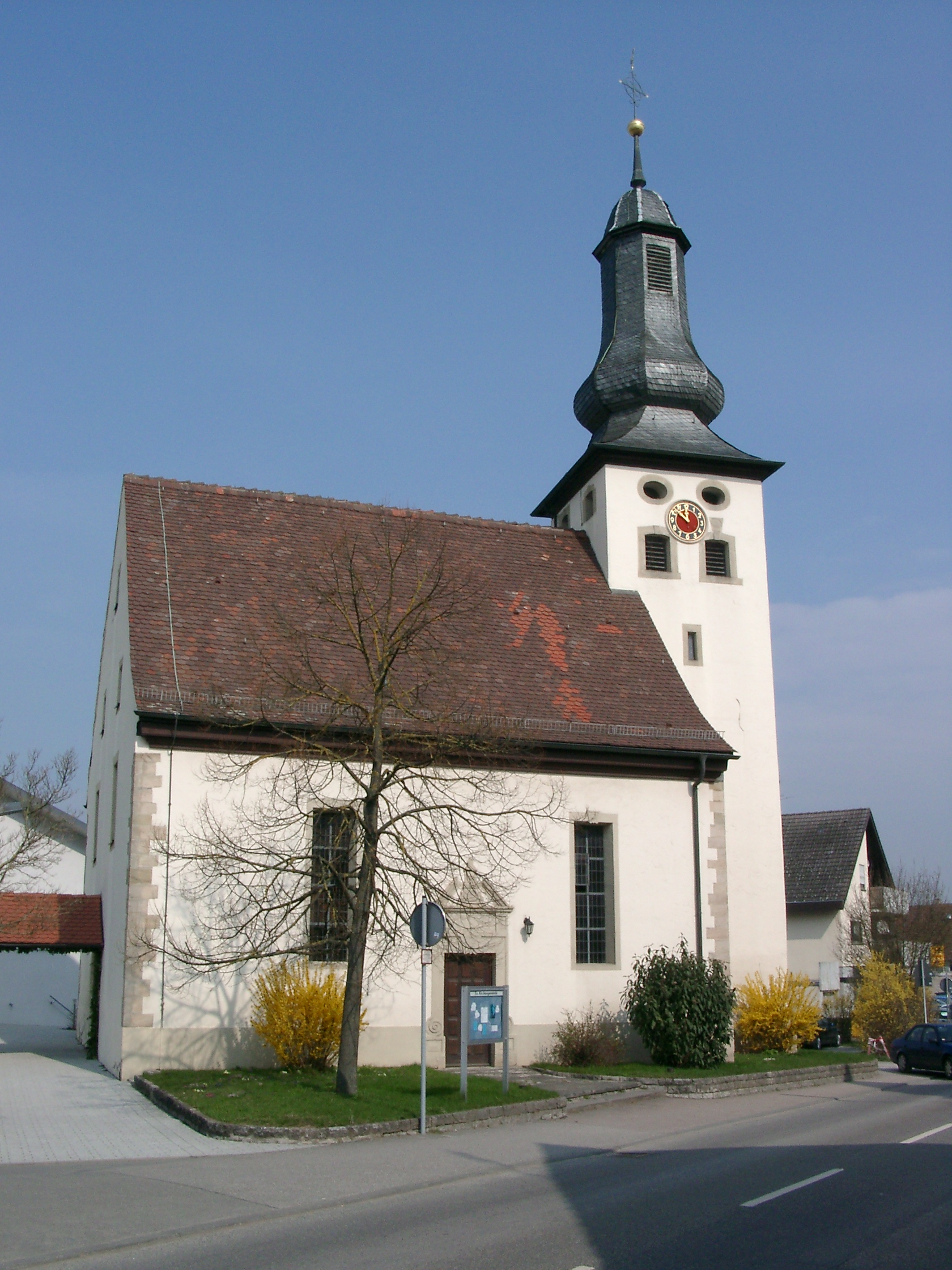
Evang. Kirche Bretzfeld

Die Gesamtkirchengemeinde Bretzfeld-Rappach umfasst den Kernort sowie den Ortsteil Rappach der Gemeinde Bretzfeld. Sie wurde am 1. Juli 1993 aus den beiden selbständigen Kirchengemeinden Bretzfeld und Rappach gebildet. Beide Kirchengemeinden haben ein gemeinsames Pfarramt in Bretzfeld. Bis 1993 gehörte Rappach zur Gesamtkirchengemeinde Waldbach (heute Waldbach-Dimbach) und Bretzfeld war Teil der Gesamtkirchengemeinde Bitzfeld.

#### Kirchengemeinde Bretzfeld
Bretzfeld gehörte kirchlich ursprünglich zu Bitzfeld. Die Johanneskirche Bretzfeld geht auf ein 1357 erstmals erwähntes, gotisches Bauwerk zurück, das 1723 unter Beibehaltung des älteren Turmsockels neu erbaut wurde. Der von einem Kreuzgewölbe überspannte Chor der einschiffigen Kirche befindet sich im Erdgeschoss des Ostturmes. In den 1960er Jahren konnten Fresken aus der Mitte des 13. Jahrhunderts freigelegt werden. Erhalten ist ein doppelsitziger Kirchenstuhl von 1588 und Apostelgemälde an der Emporenbrüstung. Das Passionsfenster im Chor schuf 1960 der Stuttgarter Glasmaler Adolf Valentin Saile. Das Pfarramt in Bretzfeld betreut auch die Nachbarkirchengemeinde Rappach. Bis 1993 war die Kirchengemeinde Bretzfeld Teil der Gesamtkirchengemeinde Bitzfeld, die mit Wirkung vom 1. Juli 1993 aufgelöst wurde.

#### Kirchengemeinde Rappach

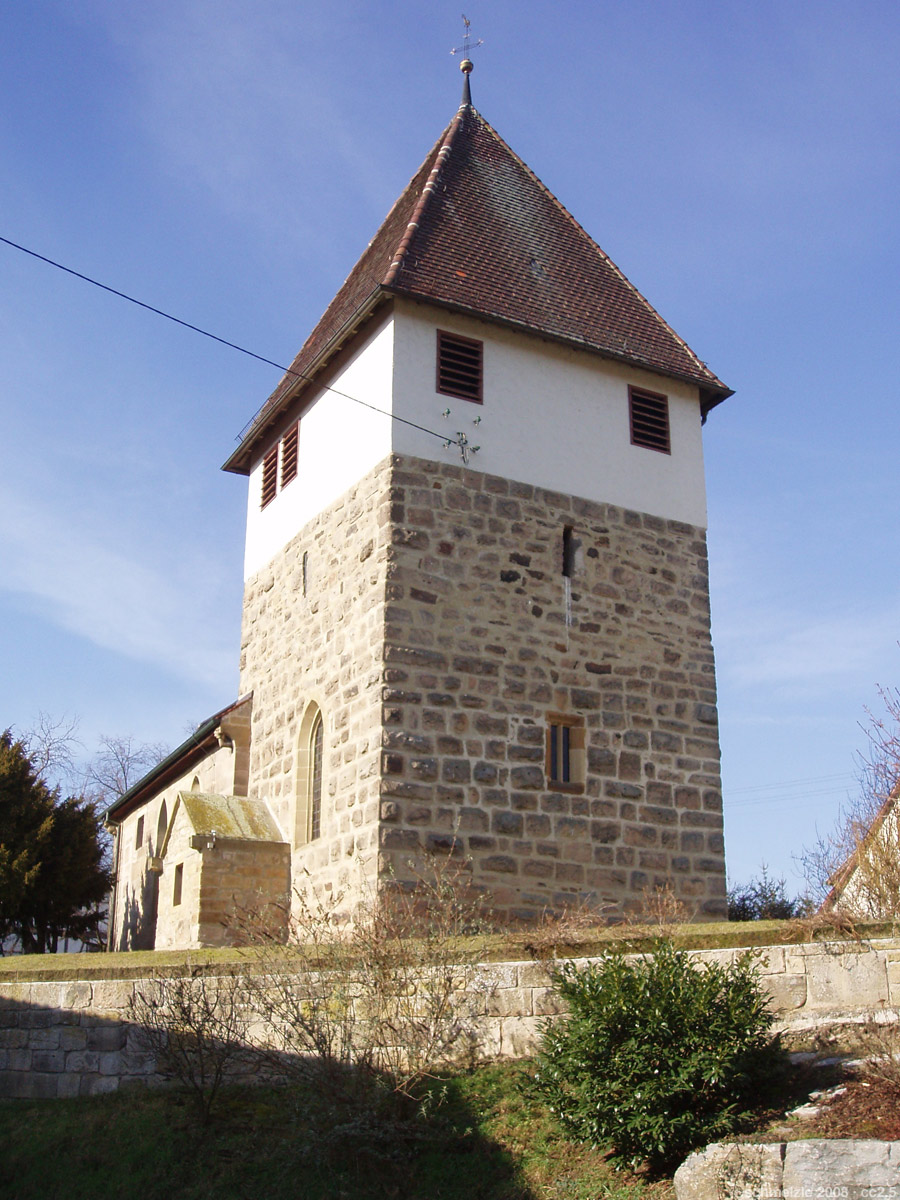
Evang. Kirche Bretzfeld-Rappach

Die evangelische Kirche Rappach bildet auf einem Bergsporn die historische Dorfmitte. Die weithin sichtbare Kirche stammt ihrer ältesten Bausubstanz nach aus der Stauferzeit: an den Außenecken des Kirchenschiffs ein Kopf mit Adlerflügeln, ein Löwe und zwei Fratzen als Traufkonsolen, der Turmsockel aus zeittypischen Buckelquadern und innen ein breiter, quadratischer Turmchor mit einem romanischen Fenster. Kurz vor 1500 wurde die Wehrkirche in ummauertem Friedhof Unserer lieben Frau, dem heiligen Jakobus und Johannes geweiht (1499 gehörte Rappach zur Pfarrei Waldbach, mit der es 1534 durch den Landesherrn Württemberg reformiert wurde). Im 17. Jahrhundert wird der Bau durch eine Sakristei, den Chorbogen, die Chorempore und das Westportal ergänzt und der Turm um ein Fachwerkgeschoss erhöht und mit einem Pyramidendach versehen. Im Chor befindet sich ein Wandtabernakel mit gotischem Schloss; die Altarmensa ist noch mittelalterlich. Die Innenrenovierung von 1966/67 hat gut erhaltene Fresken (Passions- und Ostergeschichte in 16 Feldern) aus dem 14. Jahrhundert und eine spätere Christophorusdarstellung freigelegt. Aus den 1960er Jahren stammt die Farbverglasung eines kleinen Fensters mit einem Pfingstmotiv. Die Flachdecken im Chor und Schiff sind ebenfalls modern. Die Kirche war wohl jeher Filialkirche der Kilianskirche in Waldbach, gehört heute aber zur evangelischen Gesamtkirchengemeinde Bretzfeld-Rappach.

### Kirchengemeinde Eberstadt

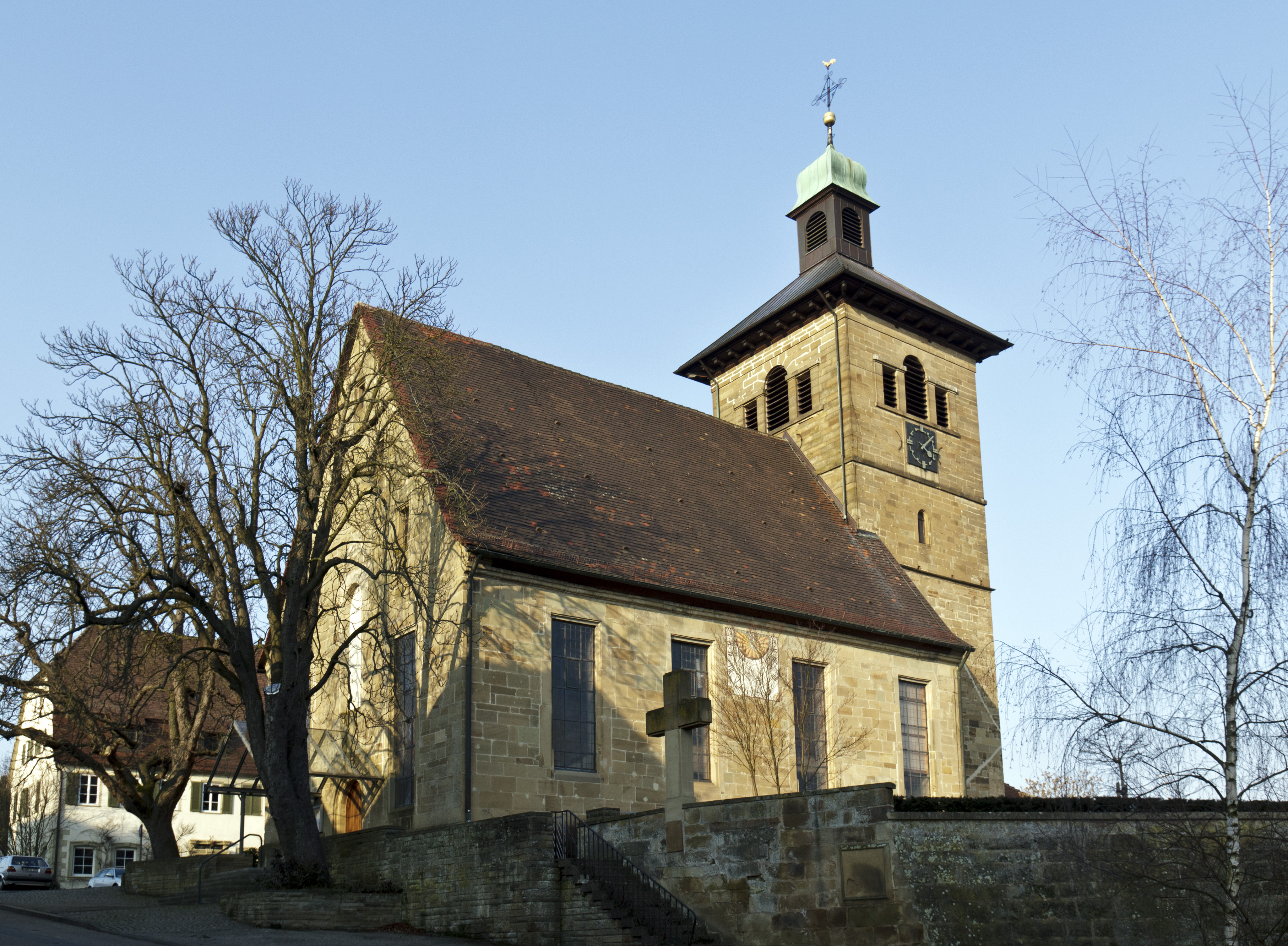
Ulrichskirche in Eberstadt

Die Kirchengemeinde Eberstadt umfasst die gleichnamige Gemeinde Eberstadt mit dem Ortsteil Hölzern. Eine Kirche St. Ulrich (bis 1964 fälschlicherweise als Lukaskirche bezeichnet) wurde erstmals 1247 erwähnt. Die heutige Ulrichskirche ist eine Chorturmkirche der Hochgotik mit Kreuzrippengewölbe im Chor. Das Schiff wurde 1586 erweitert sowie 1892 und durch Architekt Heinz Klatte 1964/65 renoviert. Bereits 1953 wurde nach Kriegsschäden durch Architekt Hannes Mayer die baufällige Sakristei in verkleinerter Form neu gebaut, der Chor renoviert und seine drei Fenster mit Farbverglasung versehen.

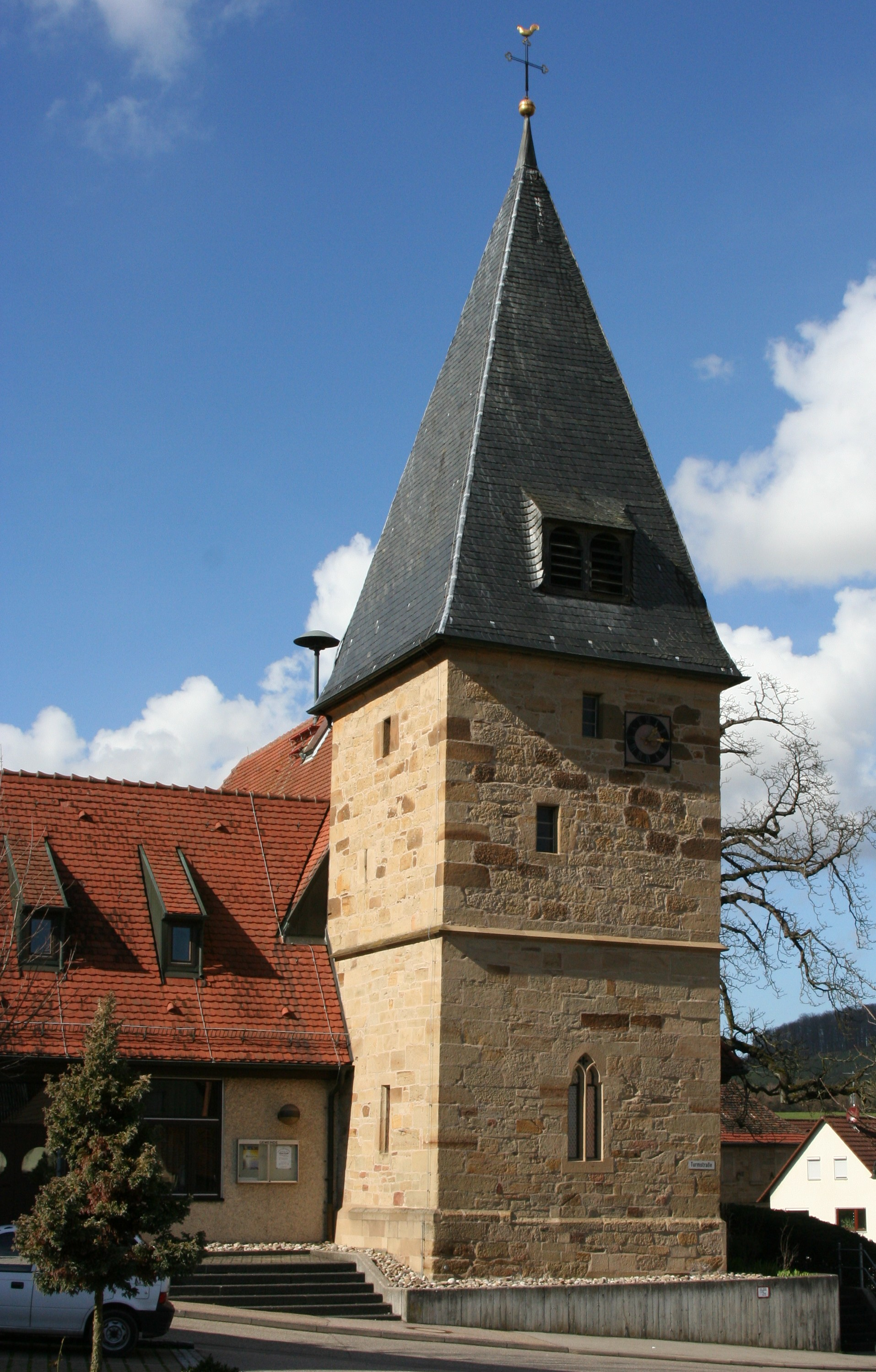
Turm der Johanneskirche

Im Ortsteil Hölzern gibt es die Johanneskirche, von der jedoch nur der Chorturm erhalten ist. Von dem romanischen Kirchlein wurde der Chor im 19. Jahrhundert abgebrochen. Dabei fand man im Altar Reliquien des Heiligen Johannes, des Apostels Bartholomäus und des Hl. Stephanus sowie die Jahreszahl 1208. Anstelle der abgebrochenen Kirche wurde 1842 ein Schulhaus angebaut, das 1978/79 durch ein kommunales Mehrzweckhaus für Veranstaltungen (auch Gottesdienste) ersetzt wurde. Hölzern war bis 1931 eine selbständige Filialkirchengemeinde, die mit der Muttergemeinde Eberstadt die Gesamtkirchengemeinde Eberstadt bildete. Durch Bekanntmachung des Oberkirchenrats vom 22. April 1930 wurde die Filialkirchengemeinde Hölzern aufgelöst und mit der Muttergemeinde Eberstadt vereinigt. Damit erlosch auch die Gesamtkirchengemeinde Eberstadt.

### Kirchengemeinde Ellhofen

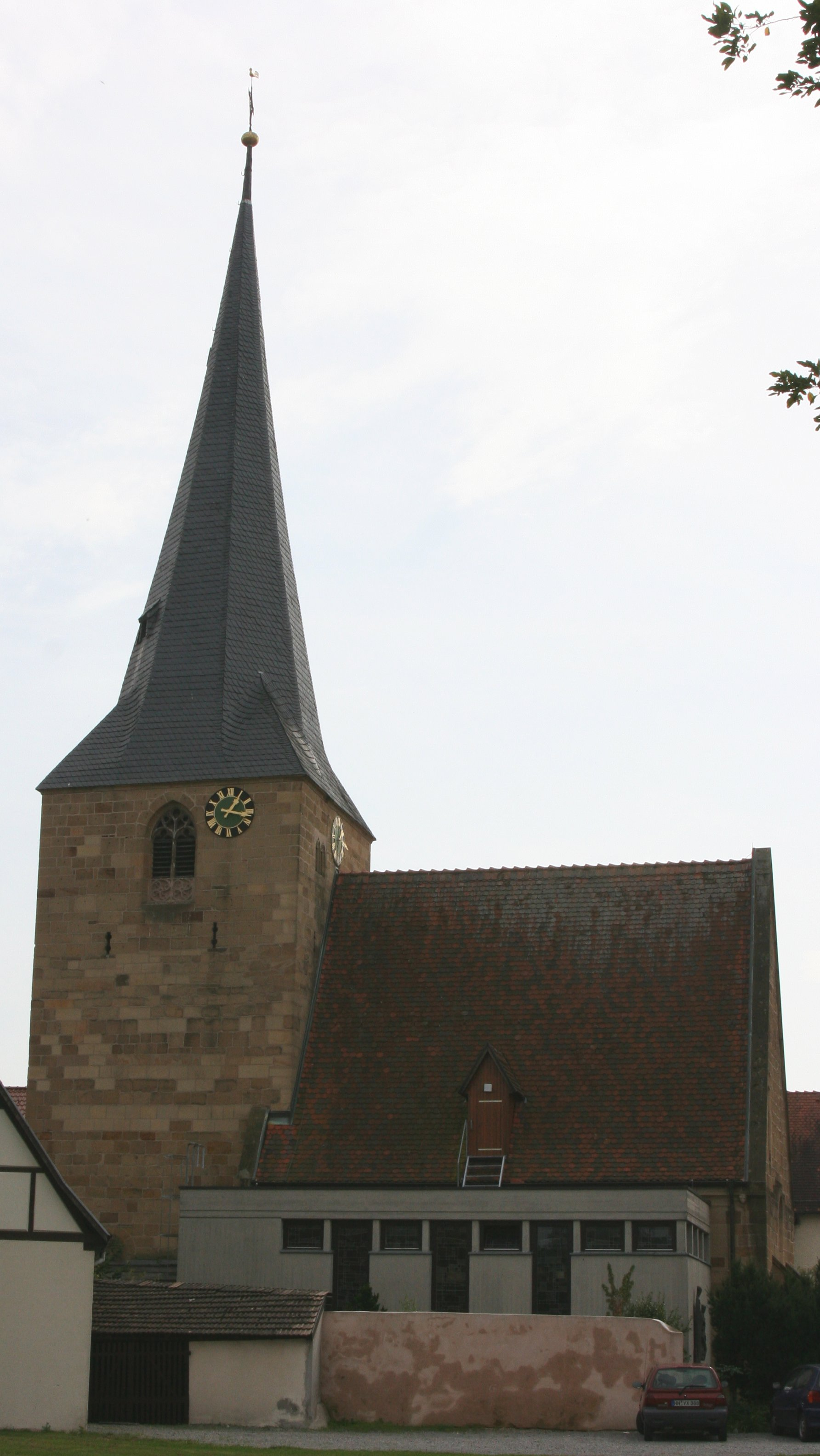
Evangelische Kirche Ellhofen

Die Kirchengemeinde Ellhofen umfasst die gleichnamige Gemeinde Ellhofen. Eine Kapelle wird bereits 1303 erstmals erwähnt. Sie wurde später eine Wallfahrtskapelle, die zur Pfarrei Sülzbach gehörte. Nach Einführung der Reformation blieb Ellhofen Filiale von Sülzbach. 1592 wurde eine Filialpfarrei errichtet, die ab 1595 von Weinsberg aus betreut wurde. Ellhofen bildete jedoch eine eigene Filialkirchengemeinde, die durch Bekanntmachung des Oberkirchenrats vom 13. Oktober 1955 von der Muttergemeinde Weinsberg losgelöst und zur selbständigen Kirchengemeinde erhoben wurde. Die Kirche zum Heiligen Kreuz, Sankt Peter und Genovefa wurde bereits im 14. Jahrhundert erwähnt. Den Kern des heutigen Bauwerks bildet eine romanische Chorturmkirche, mit deren Bau – vermutlich am Platz einer früheren Kapelle – gemäß den im Turmchor erhaltenen Fresken spätestens um 1380 begonnen worden sein dürfte. Nach einer Bauinschrift wurde der Chorturm 1498 in seiner heutigen Gestalt fertiggestellt. Der heute noch erhaltene spätgotische Schnitzaltar, der Ellhofener Altar, kam vermutlich im Zusammenhang mit diesem Ausbau in die Kirche. 1837 wurde die Kirche nach Süden hin durch einen Querhausanbau bei Entfernen der Südwand erweitert und der Innenraum als Querkirche gestaltet. Im kreuzgewölbten Chor des Ostturms wurden 1960 Wandmalereien freigelegt. Zwischen 1971 und 1977 wurde die Kirche vom Stuttgarter Bauhistoriker und Architekt Walther-Gerd Fleck (1926–2014) gründlich bauhistorisch erfasst und im Verbund mit einer baulichen Verbreiterung des Kirchenschiffes (Neubau des nach Norden und Süden verbreiterten Schiffs zu einem querrechteckigen Kirchenraum mit einer Neuinterpretation des Querkirchen-Konzepts) und nach den Grundsätzen des Wiesbadener Programms renoviert. Die Kirche beherbergt den bedeutenden Schnitzaltar aus dem 16. Jahrhundert, der dem Umfeld Hans Seyfers zugeschrieben wird und im Zentrum die Anbetung der Könige als vollplastische Schnitzfiguren zeigt. Der Taufstein von 1677 und die stilistisch schon auf das Barock hinführende Kanzel stammen aus gleicher Zeit. Danach bis zur 2. Hälfte des 18. Jahrhunderts sind die 18 Gemälde der ehemaligen Emporenbrüstung entstanden, die nach dem Wegfall der alten Emporen seit 1977 an der Westwand platziert sind. Die Sichtbetonwand außen nördlich des Westeingangs trägt seit 1982 eine Bronzeskulptur von der Bildhauerin Ingrid Seddig. Sie thematisiert das Jesuswort „Kommt her zu mir alle, die ihr mühselig und beladen seid; ich will euch erquicken“ (Mt 11,18 ).

### Kirchengemeinde Gellmersbach

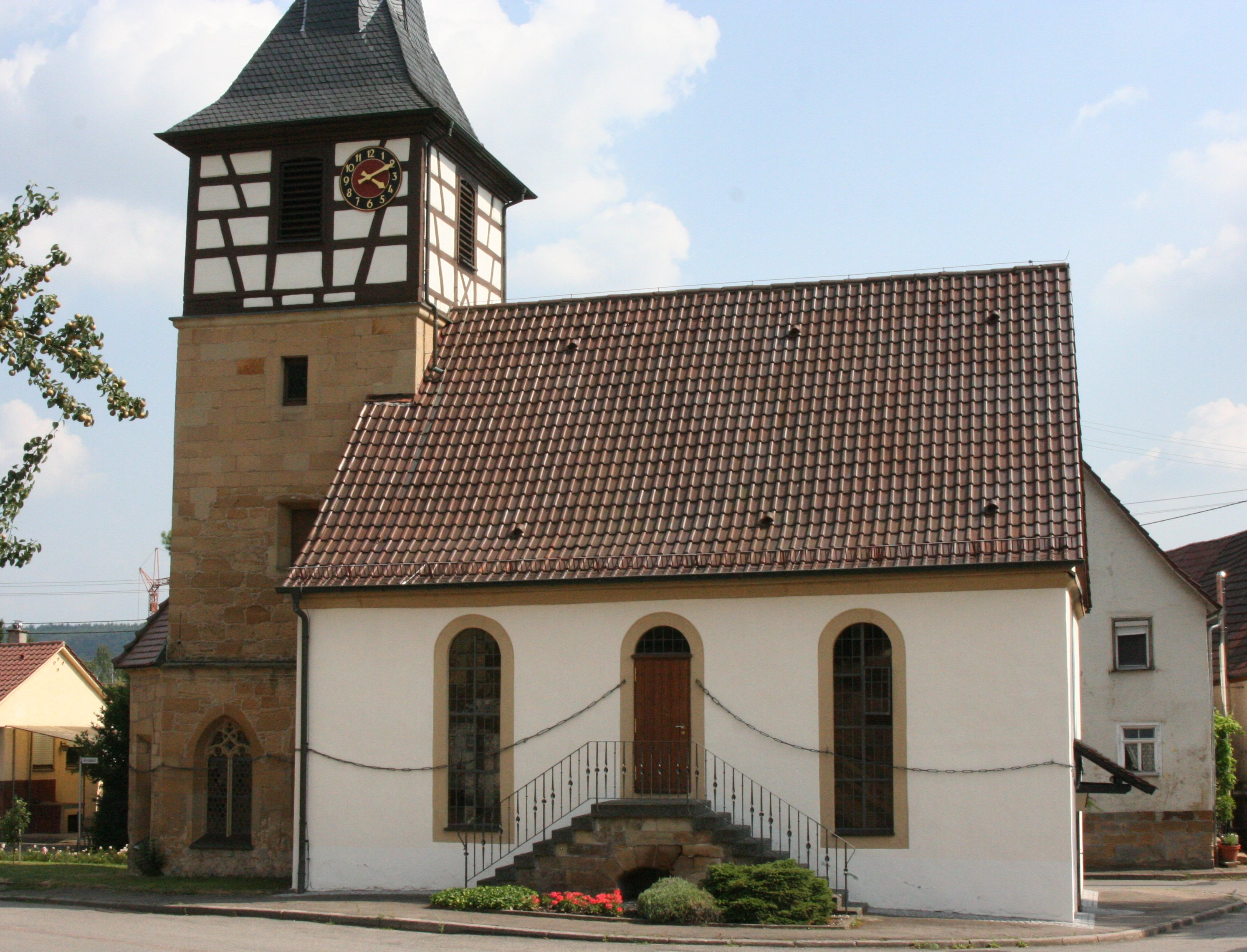
Leonhardskirche in Weinsberg-Gellmersbach

Die Kirchengemeinde Gellmersbach umfasst den gleichnamigen Weinsberger Stadtteil Gellmersbach. Bis 1843 war Gellmersbach eine Filiale von Eberstadt, dann erhielt der Ort einen eigenen Pfarrer. Eine Kirche gibt es jedoch schon seit der Spätgotik. Die ehemals dem Hl. Leonhard geweihte Gellmersbacher Leonhardskirche wurde 1544 nach der Einführung der Reformation in Gellmersbach (1535) errichtet. Das spätgotische Netzgewölbe im Chor ist heute der älteste Bauteil. Der Turm stammt erst von 1667, seine Erhöhung geschah 1749. Damals wurde auch das Schiff erweitert und die Außenmauer zum Einbau einer Nordempore erhöht. Auffälligstes Kennzeichen der Leonhardskirche ist die um sie herum gelegte Kette, womit sie zu den in Süddeutschland und Österreich anzutreffenden Kettenkirchen gehört und mit diesem Attribut auf die überlieferte Gefangenenfürsorge des Kirchenpatrons Leonhard verweist. Er ist in einem (nicht datierbaren) hölzernen Bildstock auf einem Wandsockel an der Chorbogenwand als Mönch dargestellt, vor dem ein befreiter Gefangener niederkniet. Über Herkunft und Alter eines Glasbildes im Kanzelfenster mit der Anbetung der drei Könige in Bethlehem, eine so genannte Kabinettscheibe, lässt sich manches vermuten. Sie hat in der Johanneskirche Weinsberg eine exakte Dublette.

### Kirchengemeinde Lehrensteinsfeld

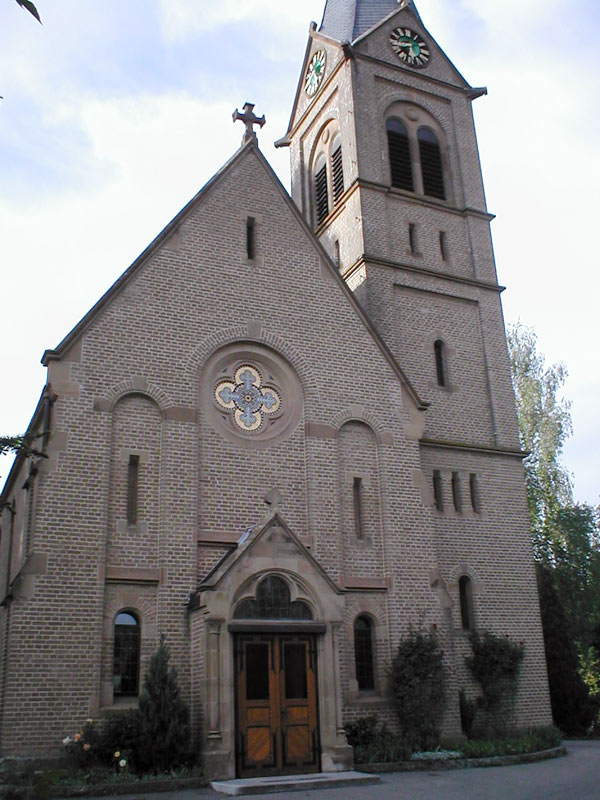
Christuskirche in Lehrensteinsfeld

Die Kirchengemeinde Lehrensteinsfeld umfasst die gleichnamige Gemeinde Lehrensteinsfeld. Der ehemals zu Sülzbach gehörige Ort erhielt 1466 eine eigene Pfarrkirche St. Laurentius, deren (Wehr-)Turm noch erhalten, das Schiff jedoch am Anfang des 20. Jahrhunderts aufgrund ihres Zustandes aufgegeben wurde und seit 1969 abgebrochen ist. Die heutige Christuskirche wurde 1903 im neuromanischen Stil nach Plänen von Heinrich Dolmetsch erbaut. Ein barockes Kruzifix und ein Taufstein von 1759 wurden aus der später abgebrochenen alten Laurentiuskirche übernommen, an die der noch erhaltene Wehrturm erinnert und deren Schiff am Anfang des 20. Jahrhunderts aufgrund seines Zustandes aufgegeben und 1969 abgebrochen wurde. Die damals und noch bis 1963 bestehende Patronatsherrschaft der Adelsfamilie Dietzsch vom Schloss Lehrensteinsfeld drückt sich sowohl in der Patronatsloge gegenüber der Kanzel als auch in einigen Stiftungen (Chorfenster, Taufglocke, Haupteingangstür) für den Neubau aus. Das schöne Kirchenfenster im Chorraum, das die biblischen Szenen der Kindersegnung, der Hochzeit zu Kana und die Auferweckung des Lazarus sowie zuoberst Christus als den Weltenherrscher zeigt, wurde von dem Stuttgarter Kirchenmaler Theodor Bauerle (1865–1914) entworfen und von der Münchner Hofglasmalerei Gustav van Treeck ausgeführt. Theodor Bauerle versah auch die Wände und Decken im Schiff und im Chor mit zeittypisch schablonierter „sinnbildlicher Malerei“ und mit den heute noch erhaltenen Medaillons (Johannes, Paulus, Petrus) am Chorbogen. Die Orgel von 1903 wurde 1982 durch Orgelbaumeister Tzschöckel ersetzt.

### Kirchengemeinde Löwenstein

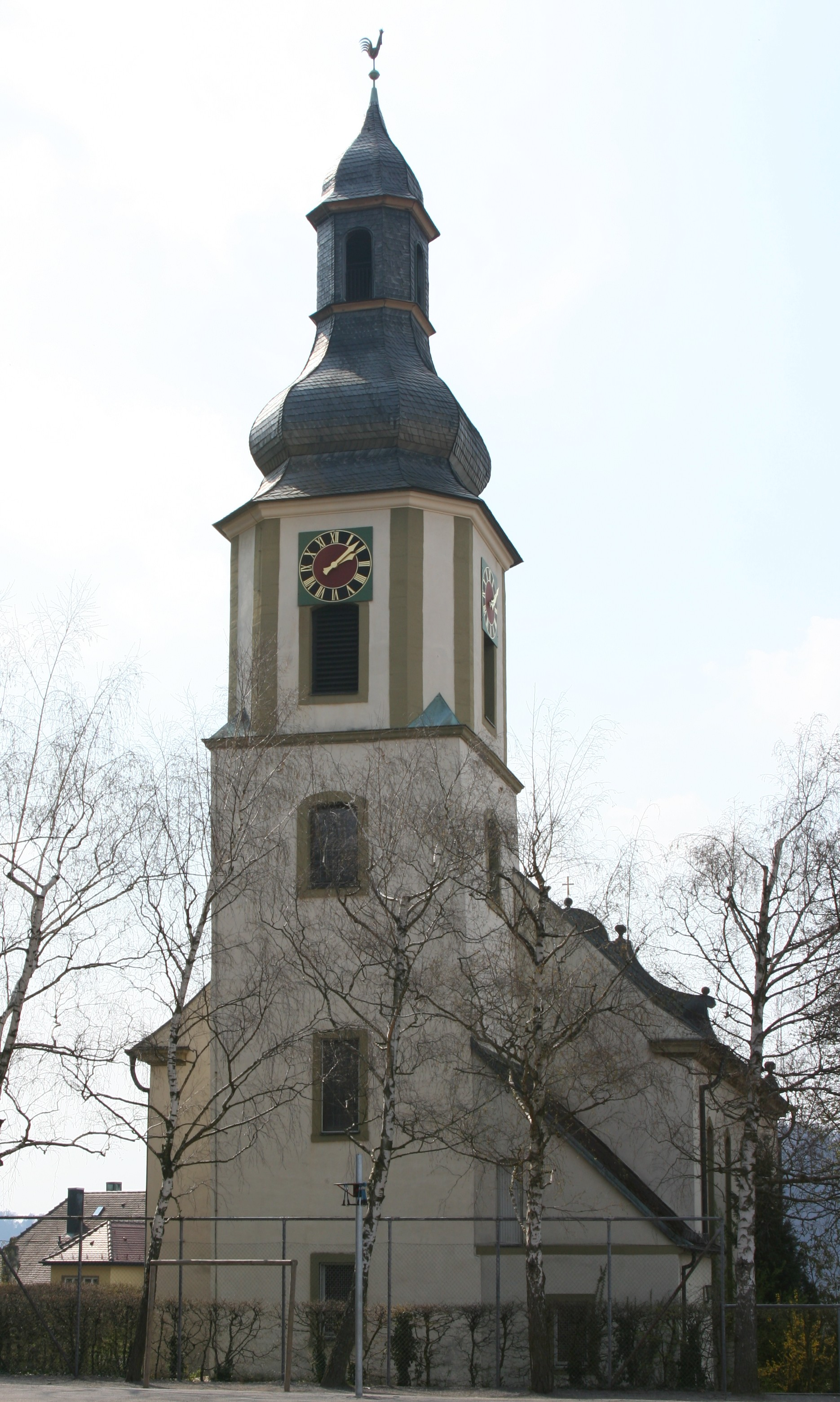
Stadtkirche Löwenstein

Die Kirchengemeinde Löwenstein umfasst die gleichnamige Stadt Löwenstein mit ihren zugehörigen Stadtteilen. Eine Kirche wird in Löwenstein bereits 1345 als Filiale von Sülzbach erwähnt. Damals wurde sie zur Pfarrkirche Hl. Nikolaus und Maria erhoben. Die heutige Stadtkirche wurde 1760 bis 1763 in barockem Stil als fünfschiffiges Langhaus mit geschwungener Westfassade sowie Turm auf der Ostseite mit achtseitigem Obergeschoss, Zwiebeldach und Laterne erneuert. Nach Kriegszerstörung wurde die Kirche 1946 bis 1953 unter dem Architekten und Leiter des Heilbronner Hochbauamtes, Hannes Mayer dem barocken Vorbild folgend wiederaufgebaut, die Turmhaube erhielt zunächst ein Notdach und wurde Anfang der 1970er Jahre im Zusammenhang mit einer Kirchenschiffrenovierung und weiterer Bestückung des Glockenstuhls erneuert. Der Stuttgarter Kunstprofessor Rudolf Yelin d. J. schuf 1949 das große Altarwandgemälde mit dem nach 1945 zeitgeschichtlich häufigen Motiv „Jesus als Weltenrichter beim Jüngsten Gericht“. Eine Weigle-Orgel konnte 1959 eingebaut und fünfzig Jahre später nach einer Hauptreinigung wieder geweiht werden.

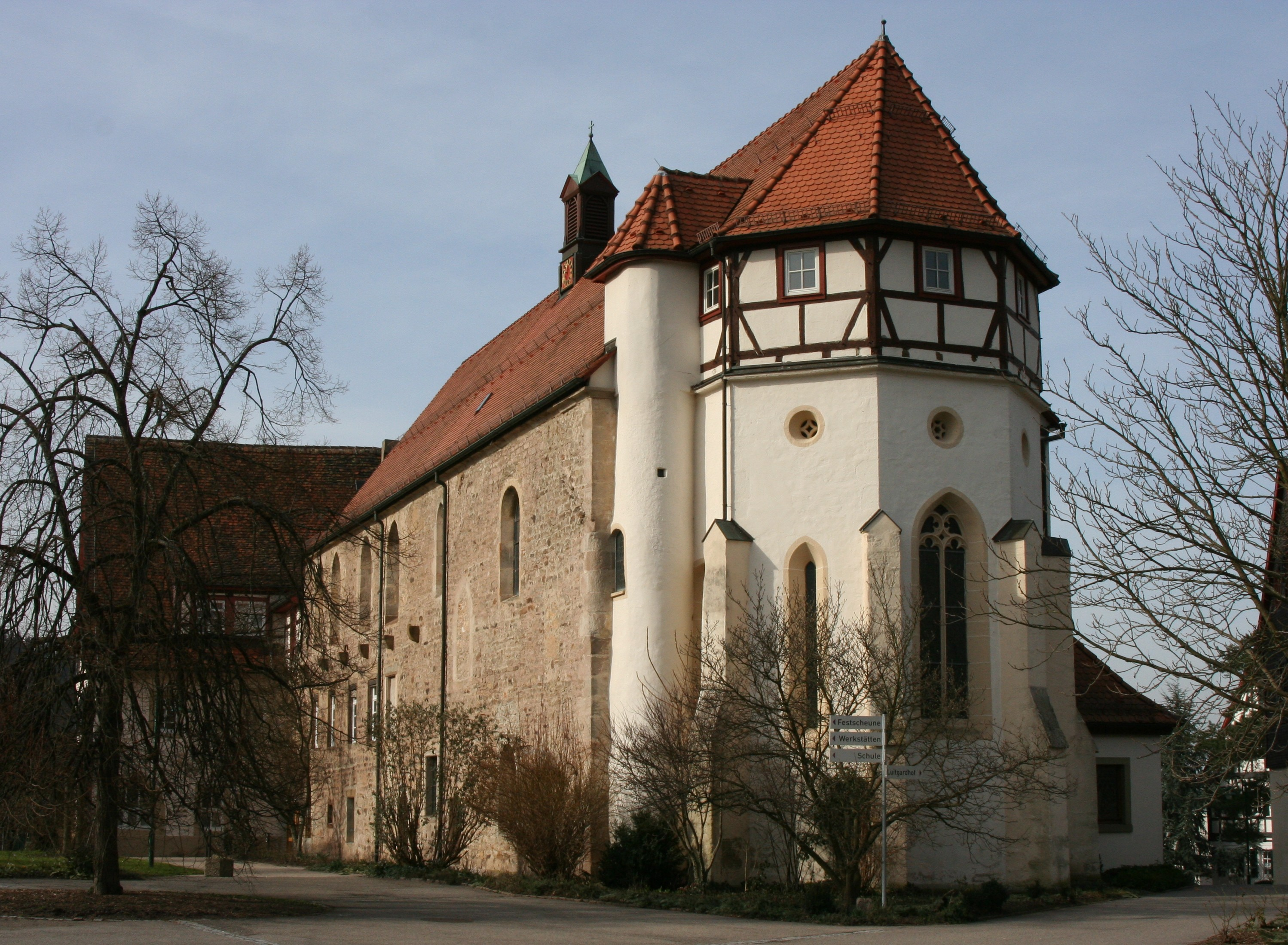
Klosterkirche Lichtenstern

Im zugehörigen Weiler Lichtenstern bestehen noch Reste des ehemaligen Zisterzienserinnenklosters. Von der Klosterkirche Hl. Maria, Benedikt und Bernhard sind der gotische Chor und Teile des Kreuzgangs erhalten. Ferner gibt es noch eine Kapelle. Das ehemalige Klosterareal dient seit 1836 (mit Unterbrechung während und nach dem Zweiten Weltkrieg) der Sorge für benachteiligte und behinderte Kinder und ist heute der Hauptsitz der Evangelischen Stiftung Lichtenstern.
Eine weitere Predigtstelle der Kirchengemeinde Löwenstein ist die Kapelle in der Klinik Löwenstein.
Ferner gibt es auch in der Evangelischen Tagungsstätte Löwenstein eine Kapelle, die jedoch nicht zur Kirchengemeinde gehört. Die ETL ist eine der ältesten kirchlichen Tagungsstätten in Deutschland. Sie wurde am 4. Juli 1971 eingeweiht. Träger der Tagungsstätte ist der Verband der Kirchenbezirke Besigheim, Brackenheim, Heilbronn, Marbach und Weinsberg-Neuenstadt. Die ETL veranstaltet meditative, kreative, theologische, lebensbegleitende und gesellschaftspolitische Tagungen und Seminare.

### Kirchengemeinde Maienfels

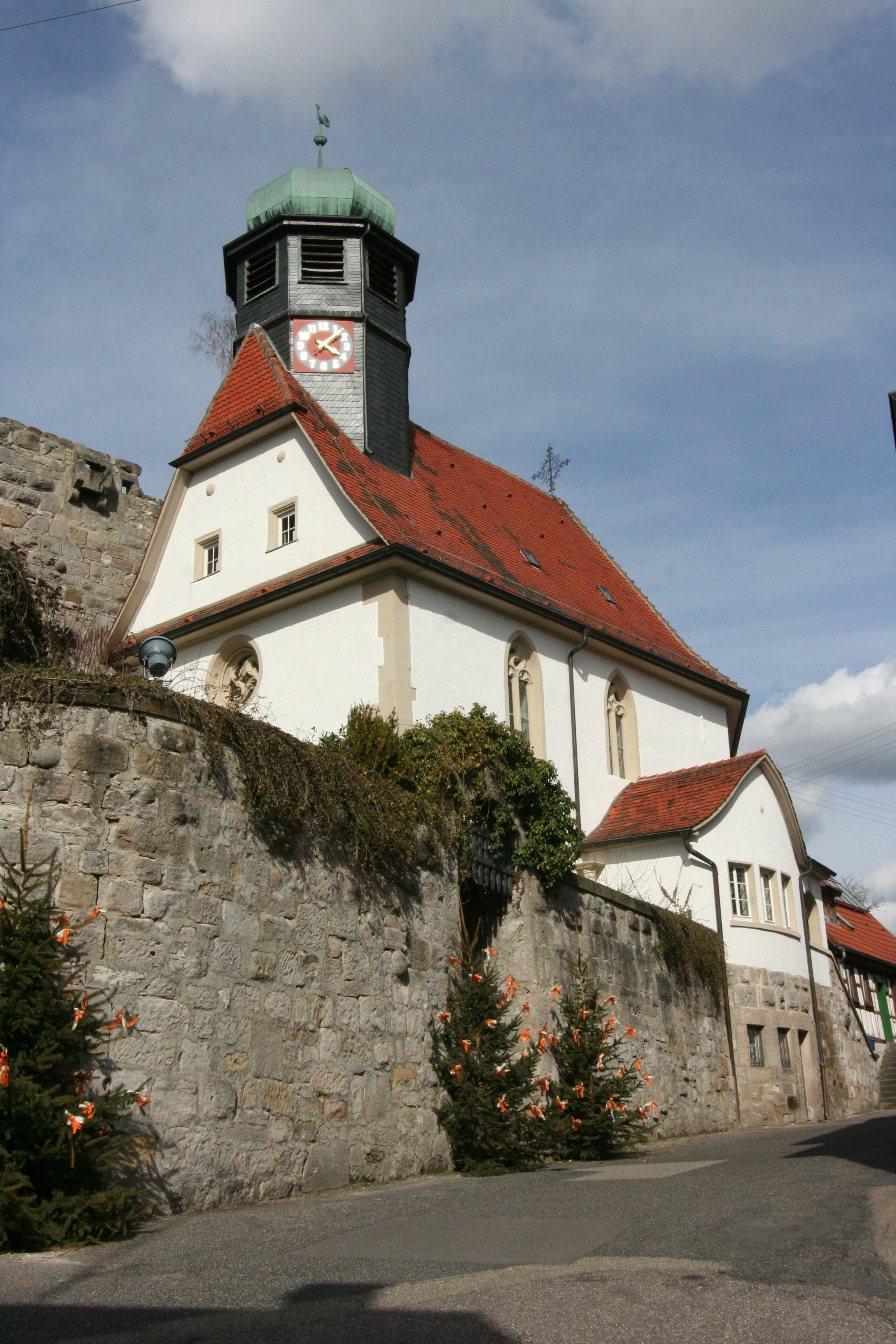
Burgkirche Maienfels

Die Kirchengemeinde Maienfels umfasst den gleichnamigen Ortsteil Maienfels der Gemeinde Wüstenrot. 1433 wurde eine Burgkapelle St. Maria, Georg, Nikolaus und Adelheid gestiftet, die nach der Reformation zur Pfarrkirche erhoben wurde. Diese Burgkirche Maienfels wurde 1613 als einschiffige Saalkirche zur Querkirche erweitert. Sie zeigt sich mit heute etwa 300 Plätzen sowohl in gotischem Stil (Maßwerkfenster) als auch im Jugendstil. Das flachgedeckte Schiff wird innen von einer dreiseitig-ovalen Empore geprägt, die mit der Orgel den Ostchor und Altar überspannt. Das Baujahr 1613 spricht für eine bis heute durchgehaltene Querkirchen-Konzeption mit einer Ausrichtung des Gestühls und der Emporen auf die Südkanzel. Nach mehreren Restaurierungen im 19. Jahrhundert wurde das Gebäude 1914/15 durch die Stuttgarter Architekten Böklen und Feil umgebaut und erweitert. Dabei entstanden die südlich angebaute Sakristei, durch die ein Südeingang verlorenging, und das kleine Glockentürmchen über der Westfassade mit welscher Haube. Eine weitere Renovierung unter Hannes Mayer folgte 1956. Die Kanzelsäule aus der Renaissancezeit steht heute im Außenbereich, wie auch das alte Taufbecken als Brunnentrog auf einem Treppenabsatz. Der Kunstmaler Ernst H. Graeser schuf 1915 das Brüstungsgemälde über dem Altar mit dem Motiv Jesus und die Samariterin am Jakobsbrunnen.

### Kirchengemeinde Neuhütten

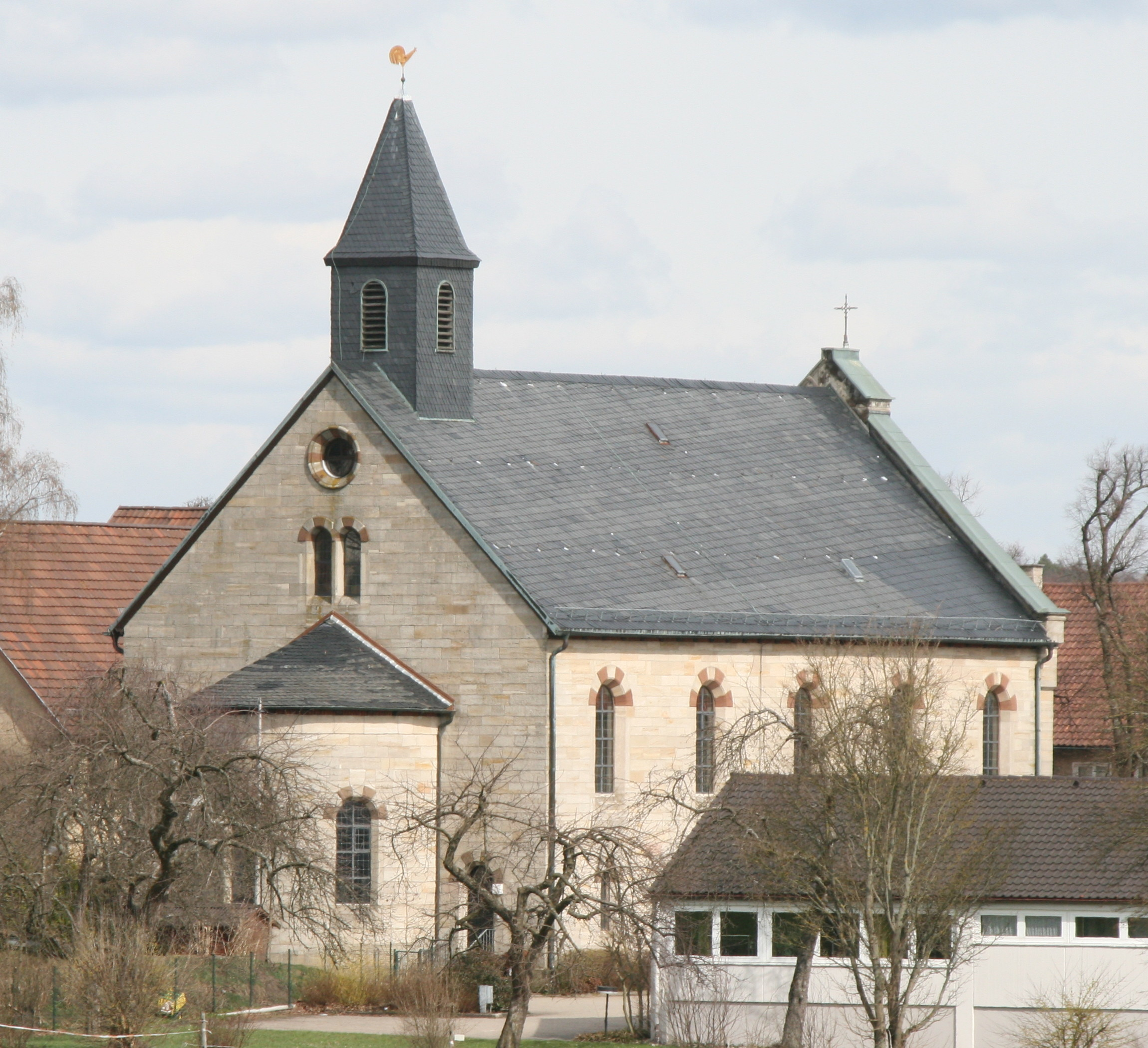
Evang. Pfarrkirche Neuhütten

Die Kirchengemeinde Neuhütten umfasst die Ortsteile Neuhütten und Finsterrot der Gemeinde Wüstenrot. Beide Orte gehörten kirchlich bis 1851 zu Maienfels. Dann wurde in Finsterrot eine eigene Pfarrverweserei errichtet, die 1857 nach Neuhütten verlegt wurde. Nachdem in Finsterrot das ehemalige Schul- und Rathaus zur Kirche umgebaut worden war, wurde 1862 die Pfarrverweserei Neuhütten zur Pfarrei erhoben. Die Kirche Neuhütten wurde 1863 auf Staatskosten durch den Heilbronner Baumeister Albert Barth errichtet. Auch heute noch gehört die Kirche dem Land Baden-Württemberg. Sie ist mit ursprünglich 600 Sitzplätzen ein stattlicher Bau in neuromanischem Stil, nach den Grundsätzen des Eisenacher Regulativs als dreischiffige Hallenkirche mit Chorapsis und mit einer dreiseitigen Empore ausgestattet. Nur geringfügige Veränderungen gab es seither: Ein baufälliger Glockenträger wurde 1973 durch einen Dachreiter ersetzt, bei der Gesamtrenovierung 1988 die Sakristei verlegt, die Kanzel tiefer gesetzt und von der Künstlerin Karola Schierle aus Wüstenrot-Kreuzle das mittlere Chorfenster mit einem Glasgemälde Sintflut gestaltet.

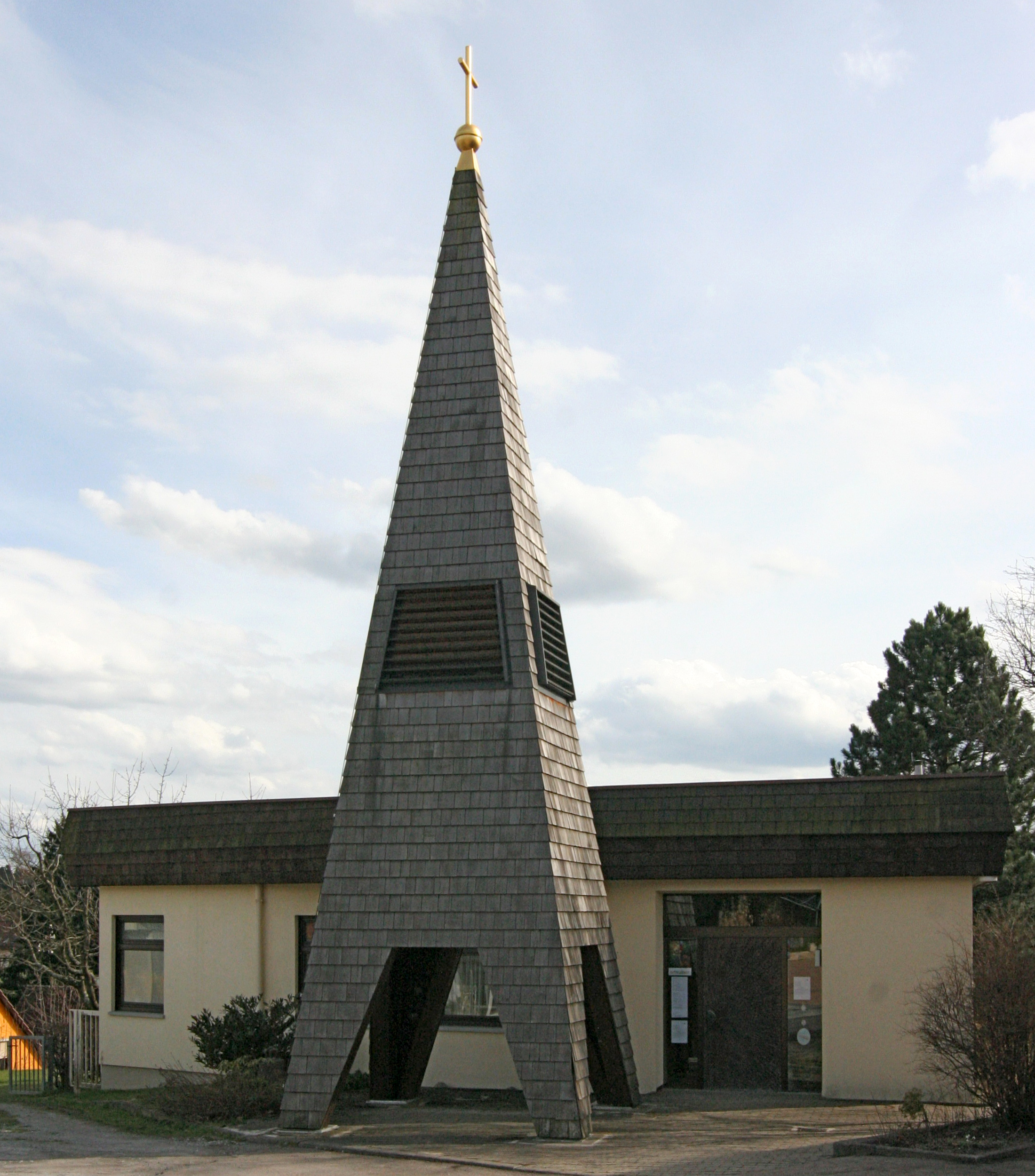
Evangelische Kirche Finsterrot

Die Evangelische Kirche Finsterrot wurde 1981 vom Maienfelser Architekten Schilling errichtet. Sie war dringend benötigt worden, weil das 1857 als Betsaal in Dienst genommene und 1957 als Kirche renovierte Gebäude 1975 wegen Einsturzgefahr aufgegeben werden musste. Die Kirche bietet auch einen Gruppenraum. Der freistehende Pyramiden-Kirchturm mit Schindelverkleidung musste nach einem 2002 wegen technischen Defekts entstandenen Vollbrand 2003 einschließlich der Glocken ersetzt werden.

### Kirchengemeinde Schwabbach

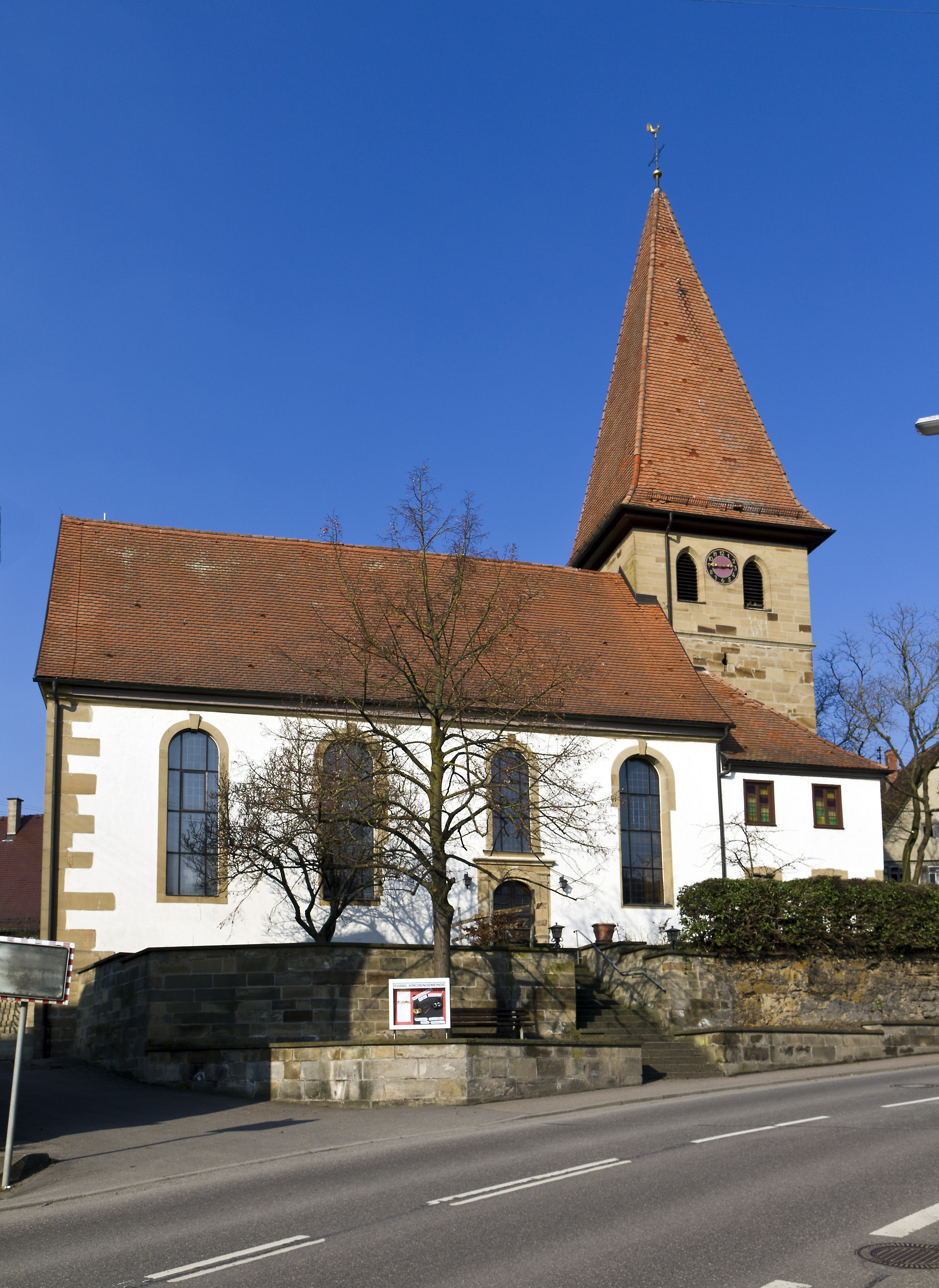
Evangelische Kirche Schwabbach

Die Kirchengemeinde Schwabbach umfasst die Ortsteile Schwabbach und Siebeneich der Gemeinde Bretzfeld. Kirchlich war Schwabbach bis 1481 eine Filiale von Sülzbach. Die Sebastianskirche geht auf eine bereits im 14. Jahrhundert bestehende Kapelle zurück, die mehrfach umgebaut und renoviert wurde. Der Sockel des Turms ist der älteste Teil des Gebäudes. Ihre heutige Gestalt erhielt die Kirche im Wesentlichen durch die Erweiterung des Schiffs nach Süden im Jahre 1655, den Umbau 1804 und die Turm-Aufstockung 1850. Das Innere wurde 1891 vom bekannten Architekten Heinrich Dolmetsch renoviert, dabei wurde insbesondere das Kirchenschiff von dem Stuttgarter Kirchenmaler Theodor Bauerle neugotisch ausgemalt und am Chorbogen mit einem Christusmedaillon versehen, einer galvanoplastischen Skulptur der Firma WMF (Geislingen/Steige). Die neugotische Raumfassung wurde bei der gründlichen Innen- und Außenrenovierung 1955 entfernt, zuletzt wurde die Kirche 2010/11 innen und außen behutsam renoviert.
Im zugehörigen Ort Siebeneich bildete sich eine Kaplanei, die zunächst zu Waldbach gehörte. 1481 wurde sie der neu errichteten Pfarrei Schwabbach zugeteilt. Gelegentlich wurden in der Kapelle St. Urban Gottesdienste abgehalten, doch wurde diese 1839 abgebrochen.

### Kirchengemeinde Sülzbach

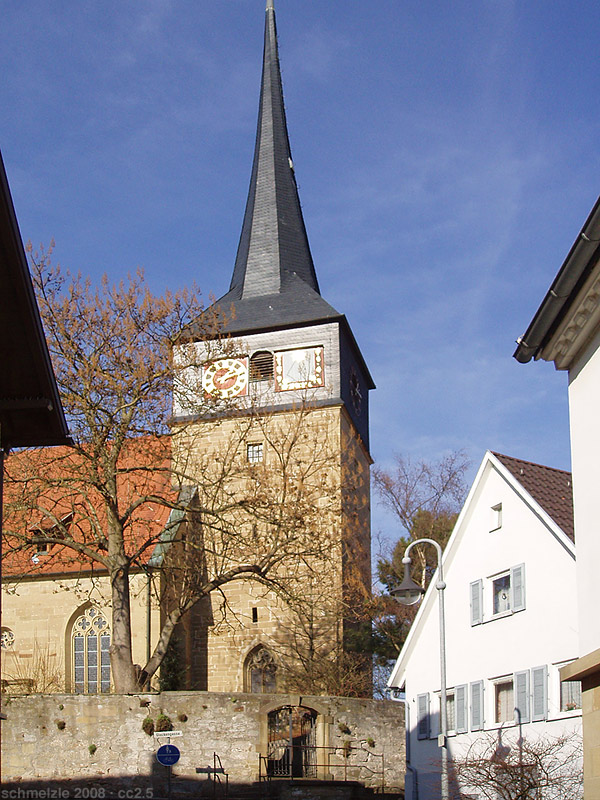
Kilianskirche in Sülzbach

Die Kirchengemeinde Sülzbach umfasst den gleichnamigen Ortsteil der Gemeinde Obersulm sowie die Stadtteile Grantschen und Wimmental der Stadt Weinsberg. Die Kilianskirche ist die Urkirche des Weinsberger Tals, gegründet gegen Ende des 8. Jahrhunderts unter Würzburger Einfluss. Die Vorgängerkirchen aus Holz wurde um 1150 durch einen romanischen Steinbau ersetzt, der später zu einer Wehrkirchenanlage mit Umfriedung aus- und im 14. Jahrhundert gotisch umgebaut wurde. Im Unterbau des Chorturms gibt es romanische und gotische Steinmetzzeichen. Die Kirche wurde 1619 vom herzogliche Kirchenbaumeister Friedrich Vischlin im Stil der Renaissance umgebaut und im 17. Jahrhundert mehrfach reich im Inneren mit Rollwerk- und Beschlagwerk und dekorativen Holzarbeiten ausgeschmückt. Der bedeutendste Kunstschatz der Kirche ist eine als Hochrelief geschnitzte Grablegungsgruppe am Altar aus der Zeit um 1480, bemerkenswert sind außerdem das schmuckvolle, an der Nordwand angebrachte Oettinger-Epitaph von 1626 und das meisterhafte, aber reparaturanfällige Traggerüst des nadelspitzen Kirchturms. Das Glasgemälde im Chorfenster wurde 1895 in der Münchner Werkstatt von Christian Heinrich Burckhardt entworfen und ausgeführt und zeigt die Kreuzigung Jesu.

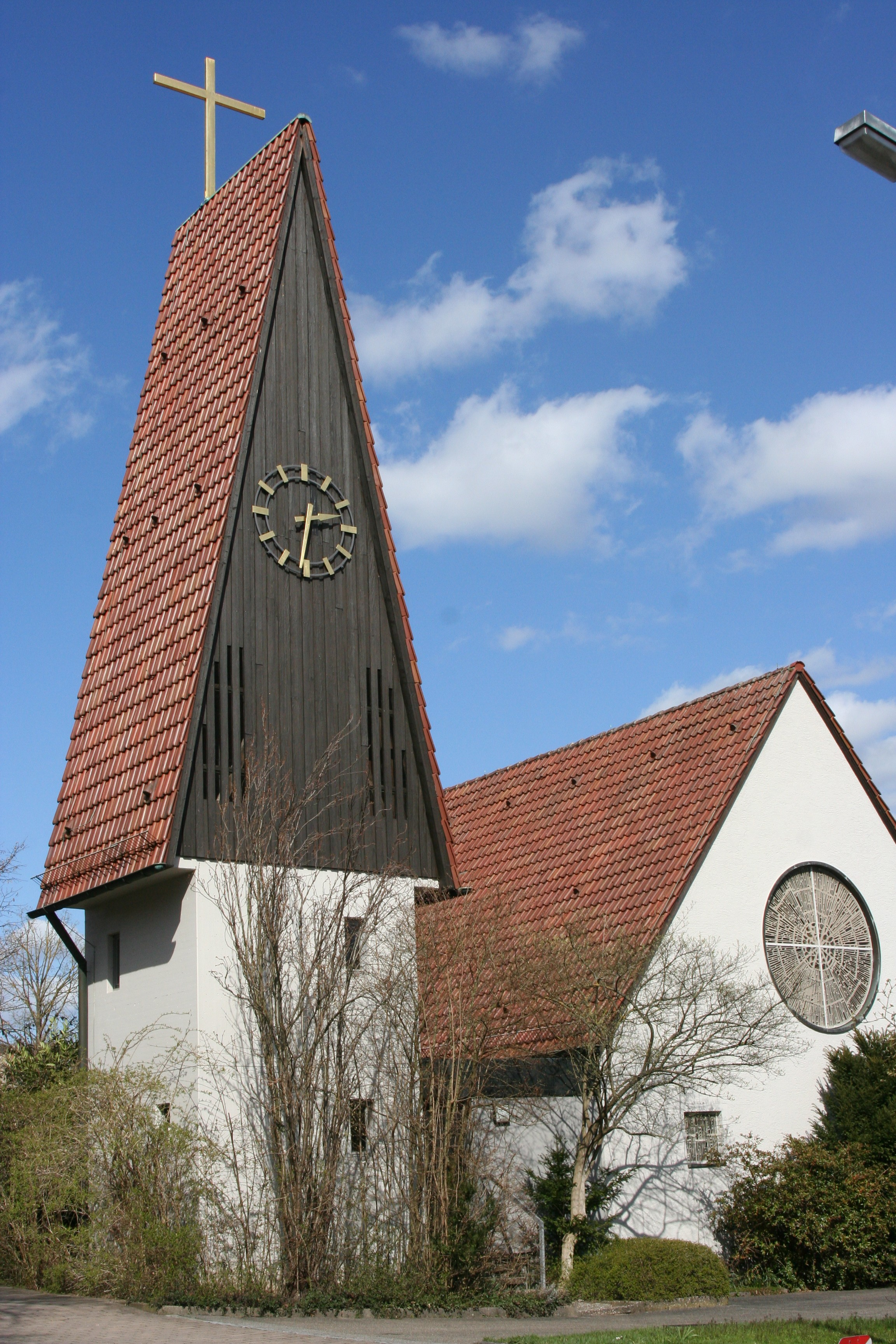
Friedenskirche in Grantschen

Der heutige Filialort Grantschen (kommunal ein Teilort der Stadt Weinsberg) der Kirchengemeinde Sülzbach war bis 1933 eine selbständige Filialkirchengemeinde, die mit der Kirchengemeinde Sülzbach die Gesamtkirchengemeinde Sülzbach bildete. Durch Bekanntmachung des Oberkirchenrats vom 15. September 1933 wurde die Filialkirchengemeinde Grantschen mit der Muttergemeinde Sülzbach zu einer einfachen Kirchengemeinde vereinigt und dadurch die bisherige Gesamtkirchengemeinde Sülzbach aufgehoben. 1963/64 wurde durch Architekt Hans Schäfer (Ilsfeld; 1933–2016) die evangelische Friedenskirche in Grantschen erbaut. Der Turm mit steilem Satteldach hat nur durch die Sakristei eine Verbindung zum Kirchengebäude. 2001 wurde nördlich noch ein Anbau für die Gemeindearbeit angefügt. Die künstlerische Gestaltung der Kirche wurde von Hans Epple (Flein; 1927–2006) übernommen. Die Nord-Giebelwand, innen mit unregelmäßig polygonalen Natursteinplatten verkleidet, enthält über dem Altar ein großes Rundfenster mit der strahlenförmigen Ostersonnen-Verglasung, unten hinter dem Taufstein das Tauffenster. Auch die anderen Farbfenster sind vorwiegend aus Dall- oder Betonglas gefertigt und außerdem mit schmiedeeisernen Symbolen thematisch näher bestimmt: Die Westseite, im klassischen Kirchenbau die Sphäre des Unheils und des Bösen, ist dem biblischen Unfrieden (Schlange, Sintflut, Dornenkrone) zugeordnet. Die Ostseite, dem göttlichen Heil zugewandt, enthält Symbole des Friedens, die Christus zu verdanken sind (Krippe, Regenbogen, Friedenstaube, Brot und Wein unter der Lebenskrone). Auch die Prinzipalien (Altar, Taufstein, Kanzel) aus Betonelementen sind ihrer Bedeutung entsprechend mit schmiedeeisernen Symbolen verziert.

### Kirchengemeinde Unterheimbach

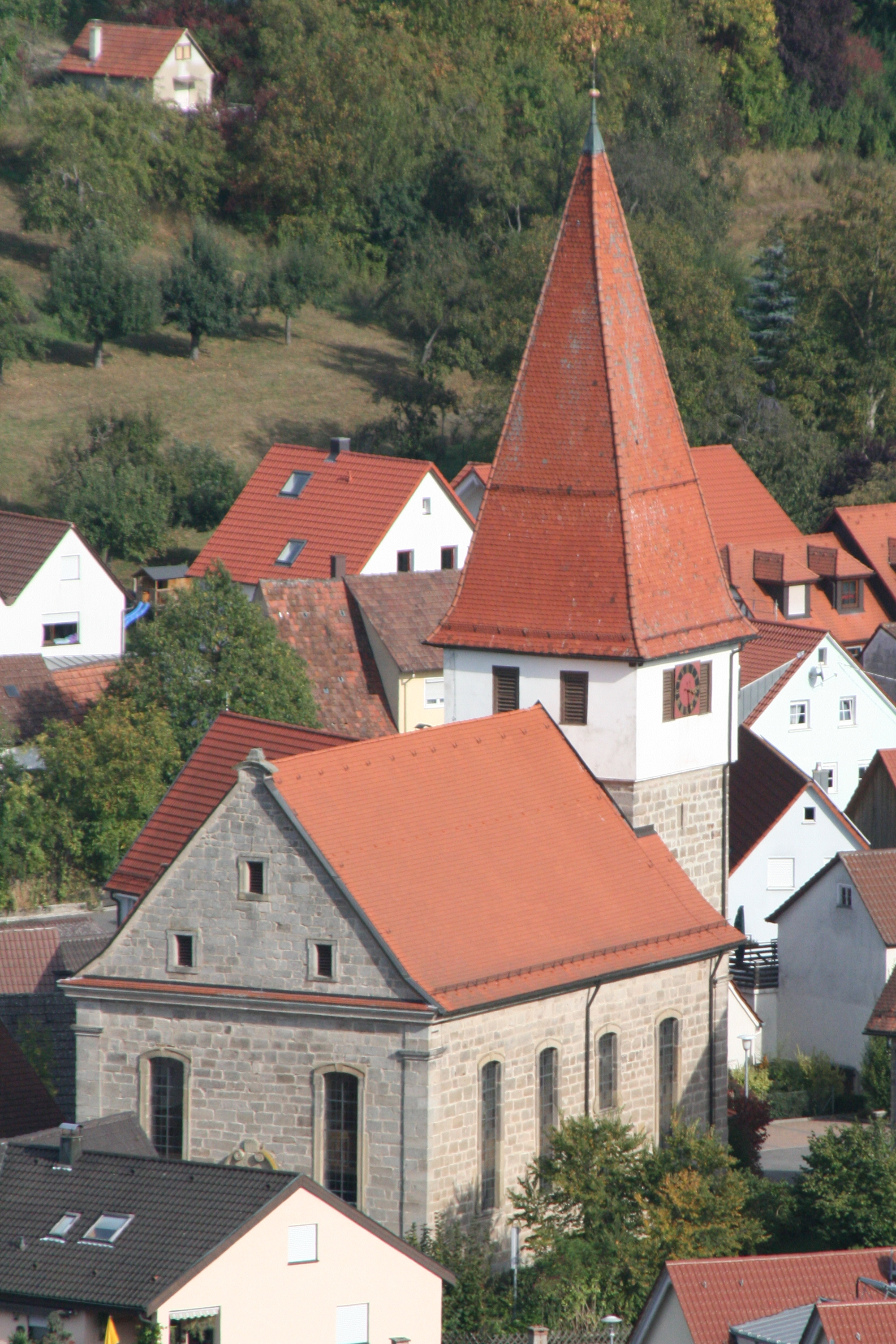
Evangelische Kirche Unterheimbach

Die Kirchengemeinde Unterheimbach umfasst die Ortsteile Unterheimbach und Geddelsbach der Gemeinde Bretzfeld. Die Unterheimbacher Evangelische Pfarrkirche St. Georg und Nikolaus war zunächst eine gotische Chorturmkirche, deren Schiff im Jahr 1621 und bereits wieder 1757 einem Neubau Platz machen musste. Diese letzte Fassung hat bis heute Bestand: ein geschlossener Turmchor, genutzt als Sakristei, und die so genannte Markgräfler Wand, eine Kombination aus Kanzelaltar und Orgelempore als östlicher Abschluss des Kirchenraumes, dazu eine dreiseitige Empore mit Barock-Brüstungsgemälden. Die Orgel des 19. Jahrhunderts thront nicht mehr über der Kanzel, sondern steht auf der Westempore. Das Deckengemälde Himmelfahrt von 1952 in barockem Stuckrahmen im Kirchenschiff stammt von Professor Rudolf Yelin d. J.  Bis 1613 gehörte auch Adolzfurt zum Kirchspiel. Dieser Ort bildet heute zusammen mit Scheppach die Kirchengemeinde Adolzfurt-Scheppach im Kirchenbezirk Öhringen.

### Kirchengemeinde Unterheinriet

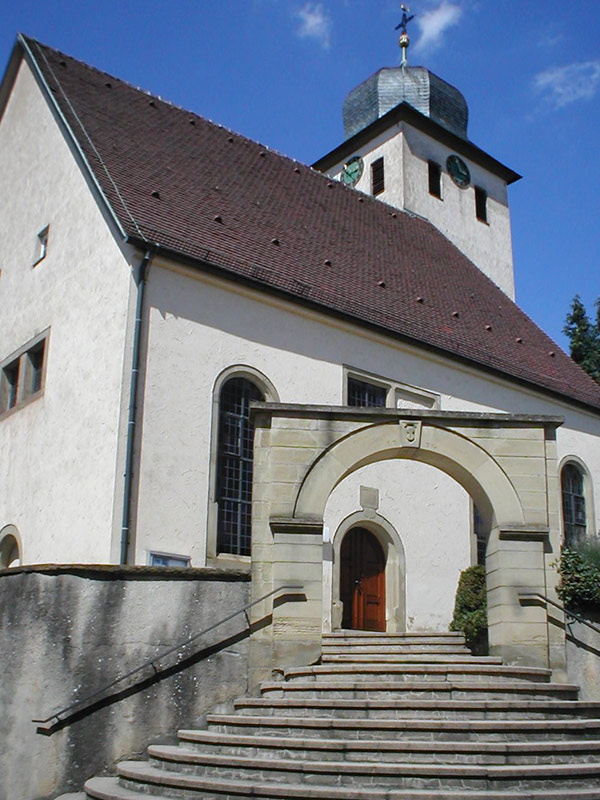
Evang. Kirche Untergruppenbach-Unterheinriet

Die Kirchengemeinde Unterheinriet umfasst den gleichnamigen Ortsteil der Gemeinde Untergruppenbach, während der Kernort selbst zum Kirchenbezirk Heilbronn gehört. Die evangelische Nikolauskirche hat einen gotischen Chorturm von 1250 und wurde 1359 erstmals erwähnt. Der enge Chor mit Kreuzrippengewölbe wurde 1578 umgebaut, das Kirchenschiff in seiner heutigen Gestalt 1722 nach Süden erweitert. Dem Einbau der ursprünglichen dreiseitigen Empore mit zunächst einem Schenkel für die Orgel, der den Chorbogen überspannt, und einer ausladenden Südempore einschließlich des Raumgewinns darunter hatte die Erweiterung der Kirche 1722 gedient. Durch das notwendigerweise weiter spannende Dach rückte der Dachfirst von der Turmmitte nach Süden. Von Süden her wurde auch der Haupteingang angelegt und das Parterre- und Südemporengestühl quer zur Raumachse mit beträchtlicher Raumtiefe auf die Kanzel gegenüber an der Nordwand ausgerichtet. Diese Raumfassung mit heute noch L-förmiger Empore an der West- und Südseite entspricht einer seit der Reformation in Württemberg häufig anzutreffenden Querkirchenkonzeption, die übrigens dem Altar im engen Chor wenig Bedeutung beimisst, vielmehr die Kanzel als Quelle der Verkündigung bevorzugt. Seit Aufgabe der Ost-Orgelempore 1887 befindet sich die neue Orgel des Stuttgarter Orgelbauers Carl Gottlieb Weigle auf der Südempore über dem Hauptportal. Die Kanzel und der Taufstein stammen von 1759. Die Ausstattung mit Gemälden ist in weiten Teilen barock, vor allem die Emporengemälde in den Brüstungsfeldern, sowie ein Gemälde mit der Taufe Christi von 1688. Den Chorbogen betonten 1998 die Kunstmalerinnen Rut Hanselmann, damals Heilbronn, und Mares Schultz (Stuttgart; 1920 – 2013) mit einem Bilderfries. Sie schufen auch 1997/98 die vier Schiff-Farbfenster mit den Motiven Vogel im Nest, Der Weinstock, Verkündigung an Maria und Ruth und Naemi.

### Kirchengemeinde Waldbach-Dimbach

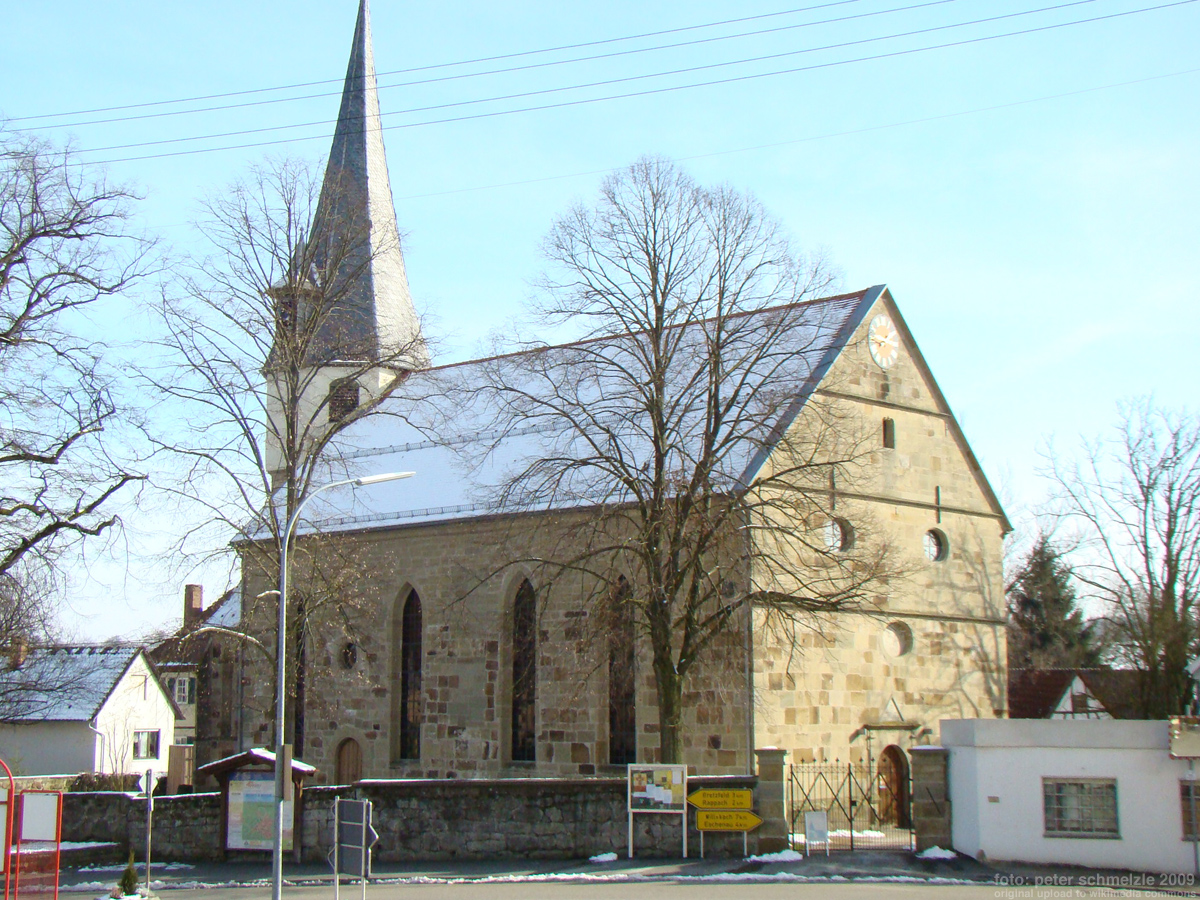
Kilianskirche in Waldbach

Die Kirchengemeinde Waldbach-Dimbach umfasst die Ortsteile Waldbach und Dimbach der Gemeinde Bretzfeld. Sie war von 1994 bis 2019 eine aus den beiden Kirchengemeinden Waldbach und Dimbach gebildete Gesamtkirchengemeinde. Bis 1993 gehörte auch die Kirchengemeinde Rappach zur damaligen Gesamtkirchengemeinde Waldbach. Mir Wirkung vom 1. Juli 1993 wurde diese ausgegliedert und bildet seither mit der Kirchengemeinde Bretzfeld die Gesamtkirchengemeinde Bretzfeld-Rappach. Darüber hinaus war auch Scheppach bis 1951 Teil der Gesamtkirchengemeinde Waldbach. Durch Bekanntmachung des Oberkirchenrats vom 10. Januar 1951 wurde die Kirchengemeinde Scheppach jedoch von der Gesamtkirchengemeinde Waldbach gelöst und dem Pfarramt Adolzfurt und damit dem Kirchenbezirk Öhringen zugeordnet.
Die Kilianskirche Waldbach wurde nach Vorgängerkirchen in Holz und Stein bereits 1264 als Kirche des Dekanats Weinsberg genannt. Sie war Mutterkirche für die Orte Dimbach, Rappach, Scheppach, Schwabbach und Siebeneich. Der Chor der heutigen Kilianskirche ist gotisch, das Schiff wurde 1616/18 als Querkirche neu erbaut. 1748 wurde es erhöht. Die Kilianskirche ist ein faszinierendes Beispiel für ein lebendiges Gebäude, das durch die jeweiligen Kunst- und Frömmigkeitsepochen geprägt wurde und Gestaltungen aus Frühgotik (Turmchor), Gotik (Sakramentshäuschen, früherer Hochaltar), Renaissance (Kirchenschiff-Architektur, Bildtafeln, Ornamente), Barock (Schiff-Erhöhung, zweite Empore, Stuckdecke mit Gemälde) enthält, ein beeindruckendes Zeugnis, wie Menschen je in ihrer Zeit den Kirchenraum geschätzt haben und ihn ihrer Glaubensüberzeugung gemäß gestaltet haben. Früher zugehörige Orte sind inzwischen meist selbständige Pfarreien bzw. Kirchengemeinden, wobei z. B. Scheppach seit 1951 zur Pfarrei Adolzfurt und damit zum Kirchenbezirk Öhringen gehört.
Die Gemeinde Dimbach war stets Filiale von Waldbach, von wo sie bis heute pfarramtlich betreut wird. Eine kleine Kapelle wurde bereits 1562 genannt. Sie war dem Hl. Sebastian geweiht. 1839 wurde sie jedoch bis auf den Turm abgebrochen und profaniert.

### Kirchengemeinde Weinsberg

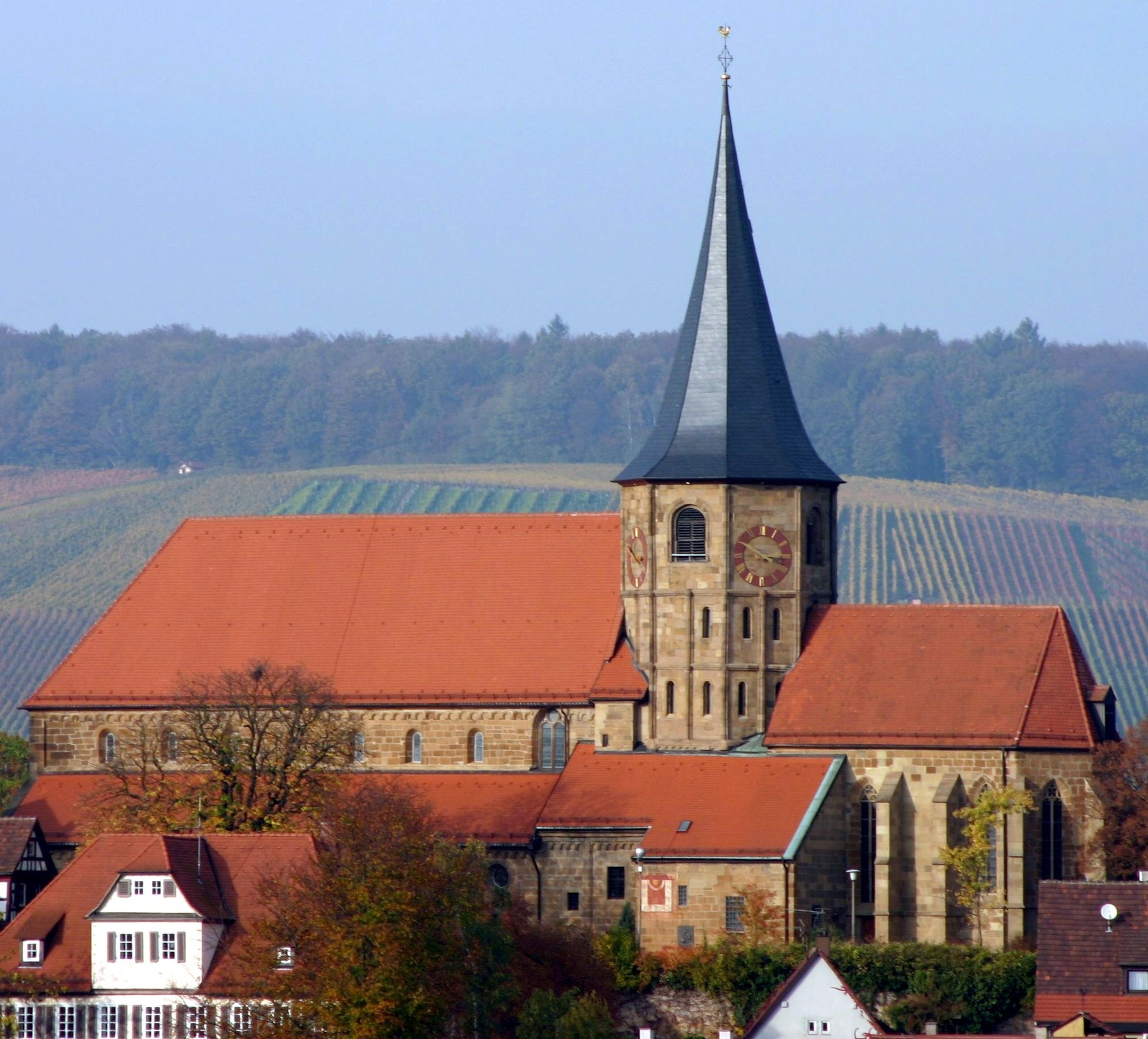
Johanneskirche in Weinsberg

Die Kirchengemeinde Weinsberg umfasst die Kernstadt von Weinsberg. Der Stadtteil Gellmersbach bildet eine eigene Kirchengemeinde, und die Stadtteile Grantschen und Wimmental gehören zur Kirchengemeinde Sülzbach. Zur Kirchengemeinde Weinsberg gehörte früher auch Ellhofen als Filialkirchengemeinde, bis diese durch Bekanntmachung des Oberkirchenrats vom 13. Oktober 1955 von der Muttergemeinde Weinsberg losgelöst und zur selbständigen Kirchengemeinde erhoben wurde.
Die evangelische Johanneskirche am Ökolampadiusplatz, eine romanische Basilika und Chorturmkirche, ist die Kirche der Evangelischen Kirchengemeinde Weinsberg. Mit dem Bau der Kirche wurde um 1200/1210 wahrscheinlich im Auftrag der Herren von Weinsberg begonnen. Der Haupteingang befand sich im Westen, gegen Osten war das Gebäude so lange von einer Mauer abgeschlossen, bis dort vermutlich um 1230/1240 der Chorturm – unten quadratisch, weiter oben achteckig – angebaut wurde. Als letzter Bauabschnitt wurde um 1350 der gotische Ostchor angefügt. Südlich an diesen wurde später ein weiterer zweijochiger Raum angebaut, der heute als Sakristei genutzt wird. Die im Prinzip klassische Bauform einer von West nach Ost „orientierten“ Basilika erfuhr für fast 350 Jahre eine bemerkenswerte, heute nicht mehr wahrnehmbare Veränderung. Sie wurde gemäß dem reformatorischen Vorrang der Predigt gegenüber dem Altardienst (Abendmahl) nun mit Parterregestühl und Emporen zur Langseite des Kirchenschiffs auf die dort am mittleren Südpfeiler hörerfreundlich angebrachte Kanzel als Ort der Verkündigung des Evangeliums ausgerichtet – eine Querkirche also. Erst 1947 wurde die der romanischen Architektur entsprechende West-Ost-Ausrichtung durch Innen-Umbau wieder aufgegriffen. Bauzeitliche und moderne Bildhauerarbeiten gibt es in bauplastischer Gestaltung (Gewölbe, Kapitelle, Chorbogen, Zwerggalerie), als Kruzifix, in Grabsteinen und als moderne Skulpturen (Diakonie-Figurenschrein, Christus-Torso). Die zahlreichen Glasgemälde in der Johanneskirche stammen alle aus dem 20. und 21. Jahrhundert. Näheres dazu im Hauptartikel Johanneskirche Weinsberg. Bei der Zerstörung der Stadt im Bauernkrieg 1525 brannte die Kirche aus und wurde danach wieder aufgebaut. Die späteren Zerstörungen der Stadt durch Brände 1707 und 1945 überstand die Kirche unversehrt.

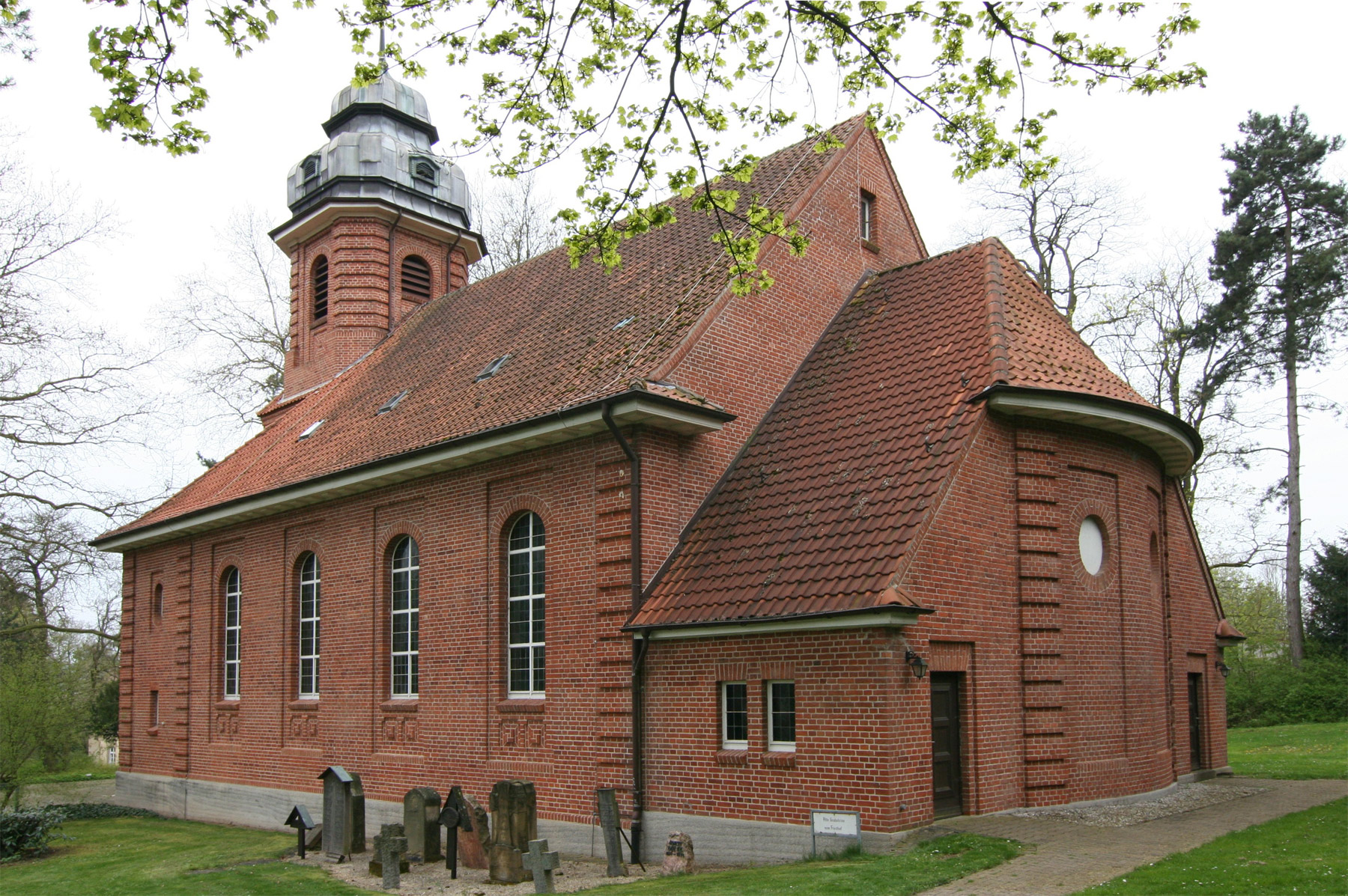
Anstaltskirche Weissenhof

Auf dem Klinikum am Weissenhof gibt es eine Kirche am nördlichen Rand des Klinikareals, die Kirche auf dem Weißenhof. Sie wurde 1915 als so genannte Simultankirche erbaut.

### Kirchengemeinde Willsbach

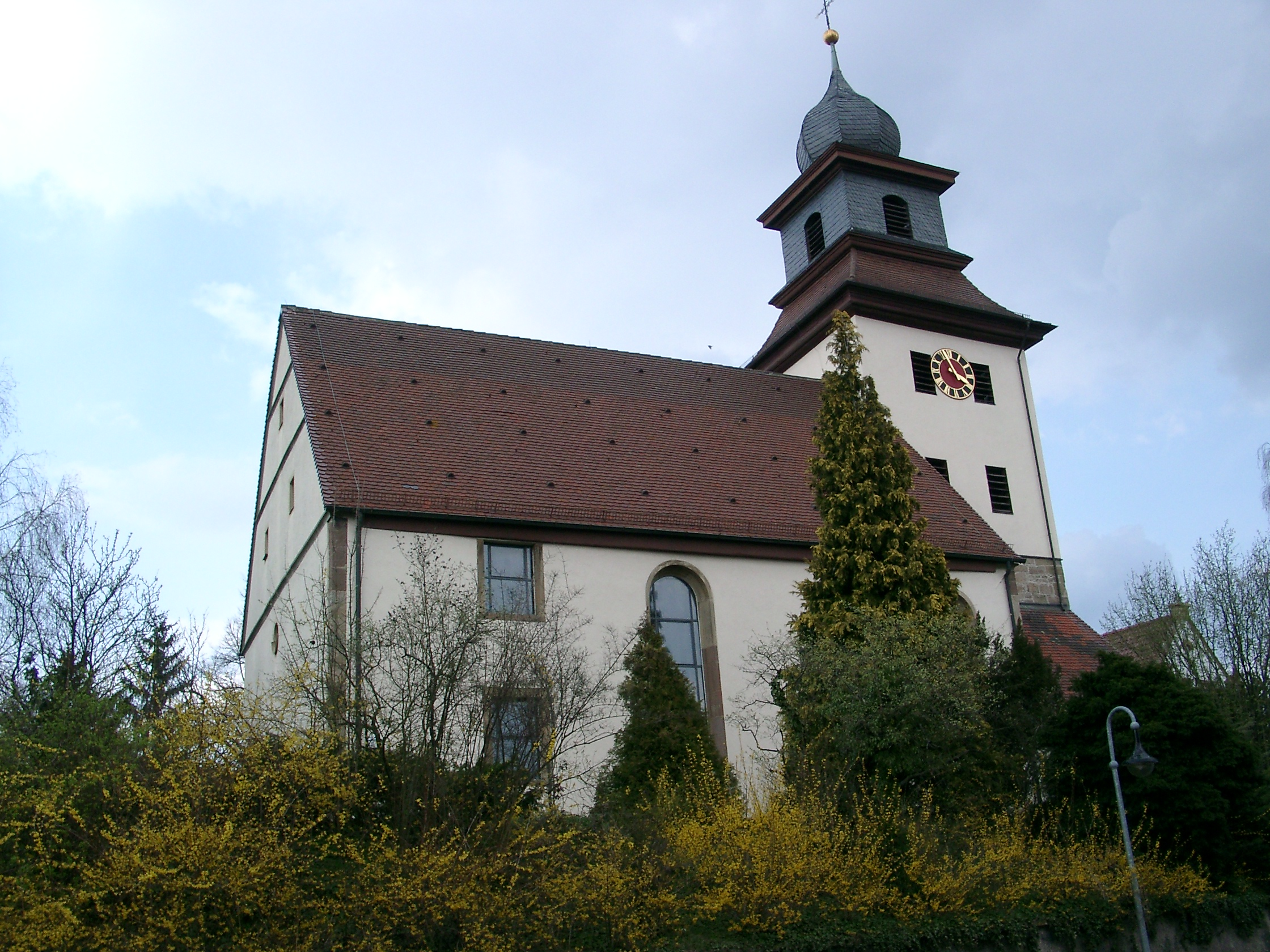
Georgskirche in Willsbach

Die Kirchengemeinde Willsbach umfasst den gleichnamigen Ortsteil der Gemeinde Obersulm. Die evangelische Georgskirche kam 1486, unter anderem durch Erweiterung einer älteren Kapelle nach Süden, zu ihrer heutigen Größe. Sie weist barocke Ausstattung von 1683 auf (Taufstein, Kanzel) und hat einen 1732 erbauten charakteristischen Zwiebelturm. Bei der großen Innenrenovierung im Jahr 1962/63 wurden die Seitenemporen und unten ein paar Sitzreihen abgebaut, die Kanzel von rechts links an den Chorbogen versetzt und dadurch Platz für die Bornefeld-Orgel von 1973 geschaffen. Neun Holztafel-Gemälde werden dem in einigen Kirchen der Region um 1750 tätigen Prager Kunstmaler Johannes Stiegler zugeschrieben. Die acht farbverglasten Bildfelder im großen Kanzelfenster hat 1928 die Künstlerin Lydia Jost-Schäfer entworfen. Das Chorfenster von 1970 stammt vom Künstler Wolf-Dieter Kohler und verdeutlicht den Missionsbefehl Mt 28,18-29 . Im Zentrum sitzt der auferstandene Christus in seiner Herrlichkeit (Majestas Domini), von Engeln umgeben. Sein Auftrag zur Mission, den er an die Jünger gibt, äußert sich im unteren Fensterteil durch die Taufe, die Predigt und das heilige Abendmahl. Vor 1571 gehörte Willsbach zur Pfarrei Sülzbach.

### Gesamtkirchengemeinde Wüstenrot-Neulautern
Die beiden Kirchengemeinden Wüstenrot und Neulautern bilden seit 2013 eine Gesamtkirchengemeinde.

#### Kirchengemeinde Wüstenrot

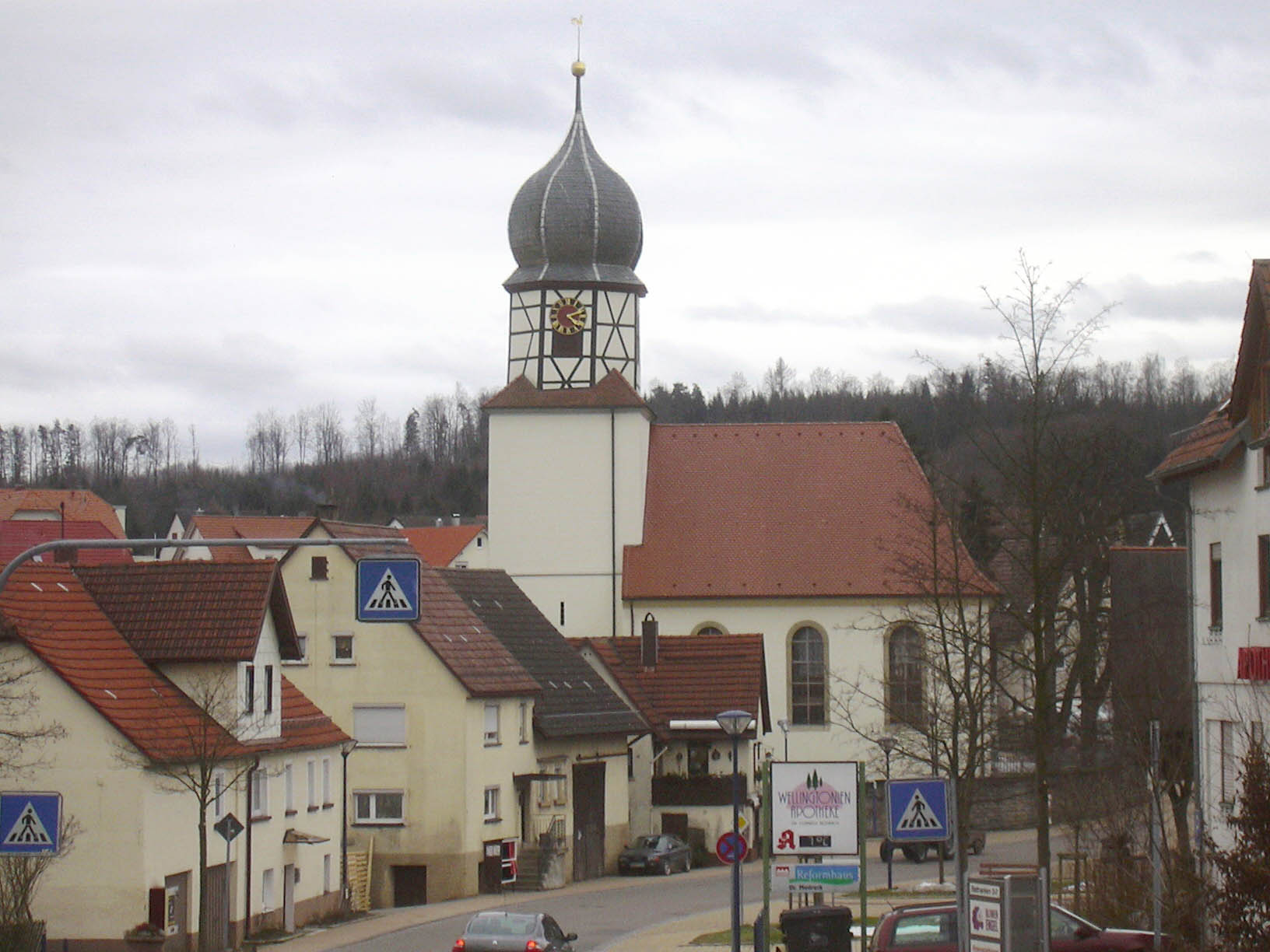
Kirche St. Kilian in Wüstenrot

Die Kirchengemeinde Wüstenrot umfasst den Kernort der gleichnamigen Gemeinde Wüstenrot. Die Pfarrkirche St. Kilian wurde bereits 1247 erwähnt. Sie erhielt nach einer im Ostturm-Chor aufgegangenen romanischen Kapelle aus dem 11. Jahrhundert ihre heutige Gestalt 1732 durch eine beträchtliche Erweiterung nach Süden (heute immerhin noch 450 Sitzplätze) und weist nach der grundlegenden Umgestaltung des Innenraums 1966 nur Reste der barocken Ausstattung auf, darunter von 1784 den Taufstein und die Orgel (von Joseph Nepper aus Schwäbisch Gmünd). Auf quadratischem mehrstöckigen Turmmauerwerk sitzt eine schmucke achteckige Fachwerk-Glockenstube mit abschließender welscher Haube.

#### Kirchengemeinde Neulautern

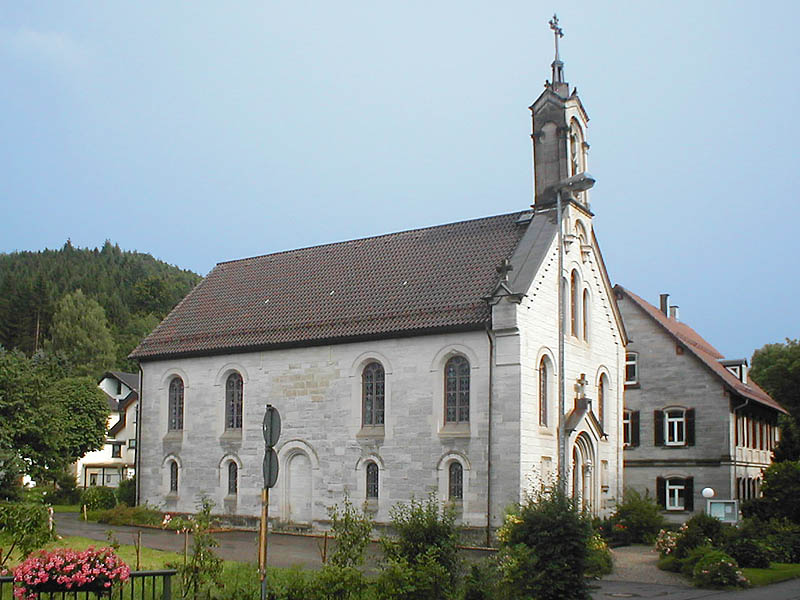
Evang. Kirche Wüstenrot-Neulautern

Die Kirchengemeinde Neulautern umfasst den gleichnamigen Ortsteil Neulautern der Gemeinde Wüstenrot sowie den kleinen Weiler Stocksberg der Stadt Beilstein. Der Ort gehörte kirchlich bis 1852 zu Löwenstein, wurde dann eine eigene Pfarrei. Die evangelische Martin-Luther-Kirche Neulautern entstand durch staatliche Veranlassung und aus Finanzmitteln des evangelischen Kirchenguts als Martin-Luther-Kirche samt Pfarrhaus 1865 bis 1867 nach Plänen des Heilbronner Baurates Albert Barth. Die nordwestliche Längsseite wurde 1945 durch Kriegseinwirkungen stark beschädigt und danach vereinfacht wiederhergestellt. Eine Innenrenovierung 1971/72 veränderte den ursprünglichen Raumcharakter durch Entfernen der alten Ausstattung und einer u-förmigen Empore weitgehend. Zur freundlicheren Gestaltung trugen auch die Farbverglasungen der drei Chorfenster durch den renommierten Glaskünstler Hans-Gottfried von Stockhausen bei: 1951 schuf er zum Gedenken an die Toten des Zweiten Weltkriegs das Mittelfenster mit dem Auferstehungsmotiv, im Zusammenhang mit der Renovierung 1972 die beiden anderen Fenster (Geburt und Passion Jesu).
In Stocksberg gibt es seit 1963 inmitten des kleinen Friedhofs die Auferstehungskapelle, beides eine Stiftung von Elisabeth und Gerd Stieler von Heydekampf/Heilbronn, mit regelmäßigem Gottesdiensten.

## Archivquellen
- Bestand: Visitationsberichte.   Landeskirchliches Archiv Stuttgart. 1581–1822.   Signatur: A 1.
- Bestand: Kirchenvisitationsakten.   Hauptstaatsarchiv Stuttgart. ca. 1601–1840.   Signatur: A 281.
- Bestand: Ortsakten [mit Digitalisaten der Pfarrbeschreibungen und Pfarrberichte (darin u. a.: Chronik, Filialverhältnisse)].   Landeskirchliches Archiv Stuttgart. ca. 1550–1923.   Signatur: A 29.
- Bestand: Ortsakten [mit Digitalisaten der Pfarrberichte (darin u. a.: Filialverhältnisse)].   Landeskirchliches Archiv Stuttgart. ca. 1924–1966.   Signatur: A 129.
- Bestand: Ortsakten [mit Visitationsberichten].   Landeskirchliches Archiv Stuttgart. ca. 1967–1989.   Signatur: A 229.
- Archivgut: Dekanatsarchive.   Landeskirchliches Archiv Stuttgart.   Signatur: F-Bestände.
- Archivgut: Pfarrarchive.   Landeskirchliches Archiv Stuttgart.   Signatur: G-Bestände.